# Ushuaia
Ushuaia é uma cidade da Argentina e capital da província da Terra do Fogo, Antártida e Ilhas do Atlântico Sul. Seu nome provém do idioma indígena yagan: ushu + aia (fundo + baía = baía profunda), e é pronunciado em castelhano uˈswaʝa.
Sua região foi habitada pelo homem há milhares de anos, e foi colonizada por europeus a partir de meados do século XIX, que instalaram missões para catequização dos indígenas. Estes, porém, logo desapareceram sob o impacto da aculturação e da devastação causada por epidemias trazidas pelos colonizadores. 
A cidade cresceu lentamente ao longo da primeira metade do século XX, organizando-se em torno da instalação de um grande presídio, que trouxe muitos funcionários administrativos e atraiu novos colonos, mas também fez com que se formasse uma impressão sombria sobre o local. 
A partir da metade do século o presídio foi extinto, a cultura se diversificou e o progresso se deu mais rápido, com a instalação de diversos serviços, a melhoria na infraestrutura urbana e a criação de incentivos governamentais para a fixação de novos residentes. Atualmente a cidade é um importante polo turístico da Argentina e se tornou famosa com o slogan de Ciudad más austral del mundo ("A cidade mais austral do mundo").

## História

### Pré-história

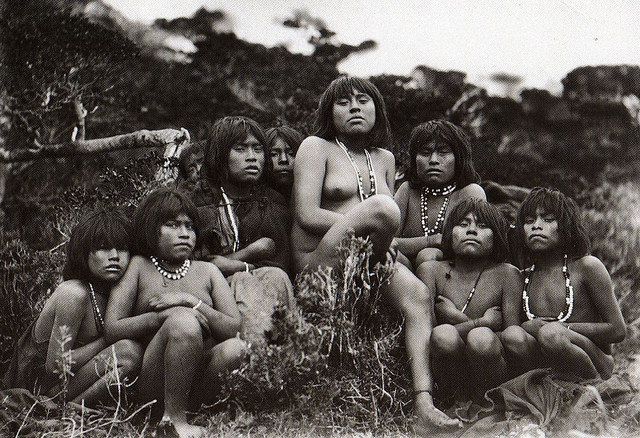
Mulheres yagan em fotografia do século XIX

A Terra do Fogo é habitada por povos indígenas desde há cerca de onze mil anos, procedentes do norte do continente. Entre esses povos estavam os onas, os chonkóiunka, os alacalufos e os yagans. Embora tivessem culturas particulares, eram em muito semelhantes entre si, tratando-se no geral de caçadores-coletores nômades que viviam em habitações extremamente rústicas e vestiam-se sumariamente, quando não passavam completamente nus a despeito das duras condições climáticas da ilha. Todos esses grupos se dividiam em pequenas comunidades autônomas, frequentemente em guerra entre si e com costumes diferenciados, formando um verdadeiro mosaico cultural.
Na região de Ushuaia predominavam os yagans, estendendo sua presença até as duas entradas do canal de Beagle e o cabo Horn. Possuíam uma rica mitologia e uma língua surpreendentemente complexa e sutil para uma cultura paupérrima em todos os outros aspectos. Embora habitassem em terra, eram primariamente canoeiros nômades que se alimentavam de mariscos ou caçavam guanacos com arco e flecha, passando pouco tempo em cada local para logo depois levantarem acampamento e procurarem locais com alimentos mais abundantes. Disso deriva que sua concepção de mundo era peculiar, já que o entendiam a partir da água e não da terra. Passavam a maior parte do tempo nus ou vestiam apenas uma pele de animal atada sobre os ombros. Eram morenos, tinham uma estatura que não ultrapassava 1,6 m, sua vida era curta e as dificuldades da sobrevivência eram extremas, sendo a fome muito comum. Não hesitavam em comer carcaças semiapodrecidas de baleias e focas mortas que arribavam à praia. Apesar de terem uma colorida tradição mitológica e mágica, preservada pelos seus xamãs, não tinham um conceito de Deus ou de um Criador.

### Primeiros viajantes europeus

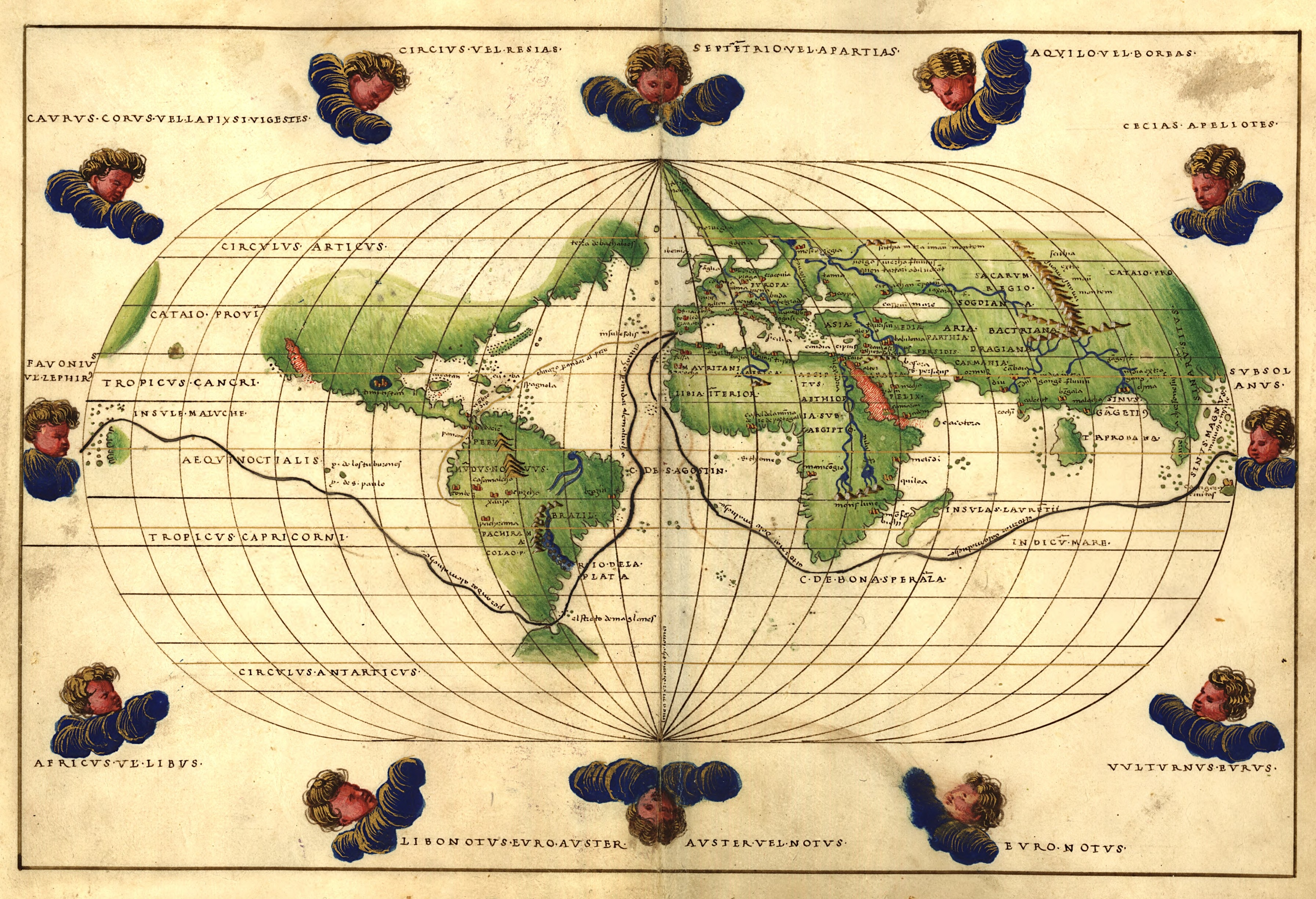
Mapa-mundi de 1544, de Battista Agnese, já indicando a rota de Magalhães

A primeira viagem documentada do homem branco ao extremo sul do continente americano foi realizada por Fernão de Magalhães em 1520, embora já tenha sido sugerido que o europeu já conhecia a região antes disso. De qualquer maneira, foi Magalhães quem deu o nome de Terra do Fogo à região, tendo avistado fogueiras acesas pelos índios nas margens do estreito que hoje leva seu nome. A bordo ia também o italiano Antonio Pigafetta, que desempenhou importante papel científico escrevendo o primeiro léxico da linguagem da Patagônia, elaborado com o auxílio de um indígena capturado. Outros navegadores depois dele se aventuraram pela Terra do Fogo, mas o primeiro que seguramente permaneceu um longo tempo em terra foi Alonso de Camargo, que em 1541 invernou em uma baía fueguina, possivelmente localizada na Ilha dos Estados ou na entrada do canal de Beagle.
Nesta altura todo o território fora reivindicado pela coroa espanhola, mas as incursões de exploradores e corsários ingleses e holandeses fizeram com que a Espanha planejasse a fortificação e povoamento da região. Foram enviadas várias naus com oficiais e colonos mas nenhuma logrou seu intento. Enquanto isso, a geografia fueguina ia sendo cartografada com precisão cada vez maior. No século XVIII continuaram as viagens exploratórias, acrescentando-se a participação francesa, e surgiram  conflitos entre as potências europeias pela soberania da região, registrando-se batalhas navais e diversos naufrágios, além de ser concebido o primeiro plano de evangelização dos indígenas, que entretanto não se concretizou. Em 1771 Manuel Pando percorreu pela primeira vez documentadamente o canal de Beagle e em 1788 a região foi estudada pela primeira vez por uma expedição científica, a mando do italiano Antonio Malaspina, que estava a serviço da Espanha. Em 1790 foi realizada outra, capitaneada por Juan José de Elizalde, a primeira de que participou um oficial argentino, Francisco José Cándido de Lasala. Aparentemente nesta época já havia se estabelecido um comércio de peles e óleo dos lobos-marinhos existentes na região.

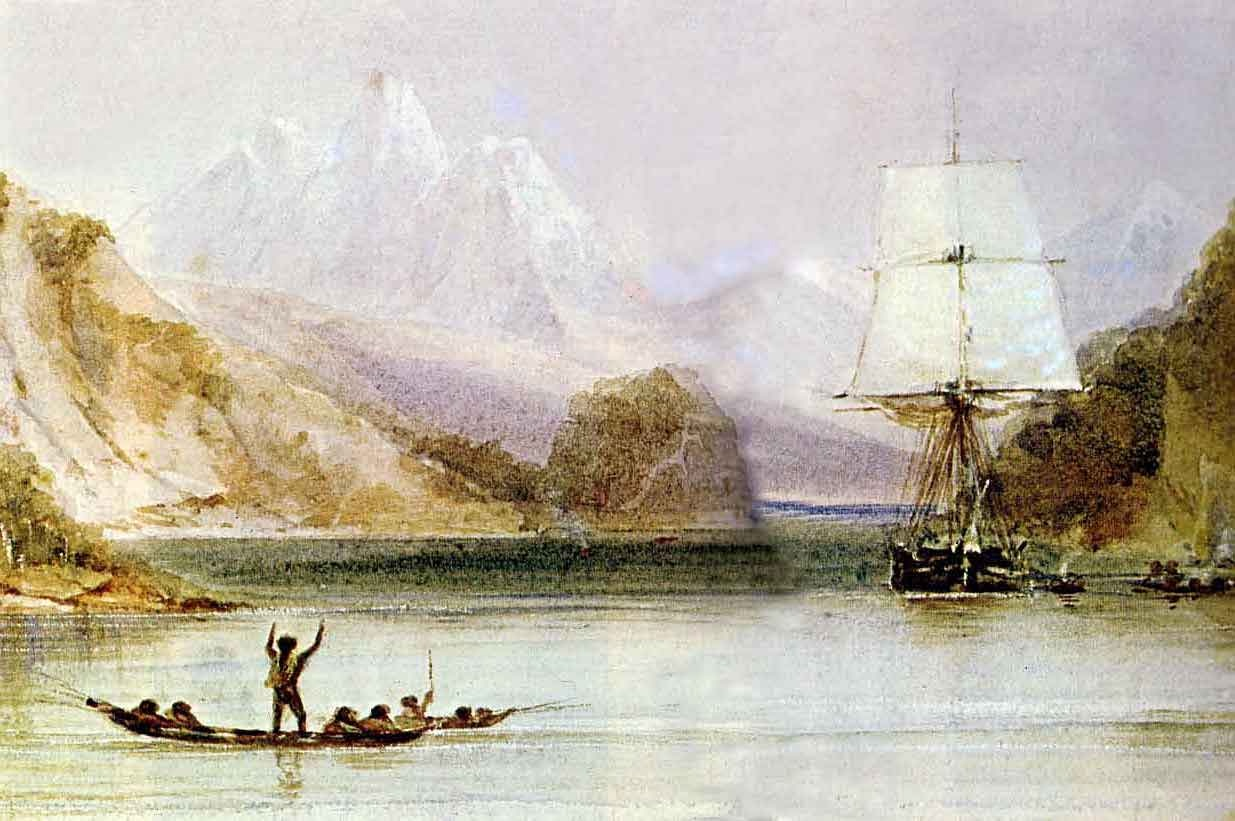
O Beagle encontra nativos fueguinos, em aquarela do artista da expedição, Conrad Martens

Em 22 de maio de 1826 zarpou da Inglaterra uma expedição científica liderada pelo capitão Philip Parker King. O capitão, contudo, por razões desconhecidas suicidou-se quando estava no estreito de Magalhães, e o comando foi assumido pelo jovem imediato Robert FitzRoy. A viagem teve importantes consequências: nela foram capturados alguns nativos fueguinos e foi explorada uma grande parte do canal de Beagle. Os nativos acabaram sendo levados para a Inglaterra e lá educados. Dois deles, que receberam os nomes de Jeremy Buttom e Fuegia Basket, conseguiram aceitar a educação e aprenderam a língua e os costumes ingleses. Sua presença na capital inglesa foi uma sensação, e acabaram sendo apresentados à corte. Disso resultou o projeto de uma missão para evangelizar os nativos. A viagem foi organizada e partiu em 27 de novembro de 1831, com FitzRoy ao comando do brigue HMS Beagle. Levava consigo o mais tarde celebrado naturalista Charles Darwin e o missionário Richard Matthews, bem como os índios que pretendiam devolver a seu povo. Enquanto o Beagle explorava os canais levantando sua cartografia e Darwin fazia importantes observações científicas, Matthews foi deixado em terra, em uma pequena cabana, para iniciar seu trabalho missionário. Com ele ficaram os índios, mas logo fugiram e retornaram ao estado selvagem. Quando o Beagle retornou pouco depois, Matthews estava desolado, pois além da fuga dos seus pupilos outros índios ameaçavam sua vida e haviam roubado tudo o que ele tinha consigo. Com isso, abandonou seu projeto e retornou para o Beagle.

### A colonização efetiva

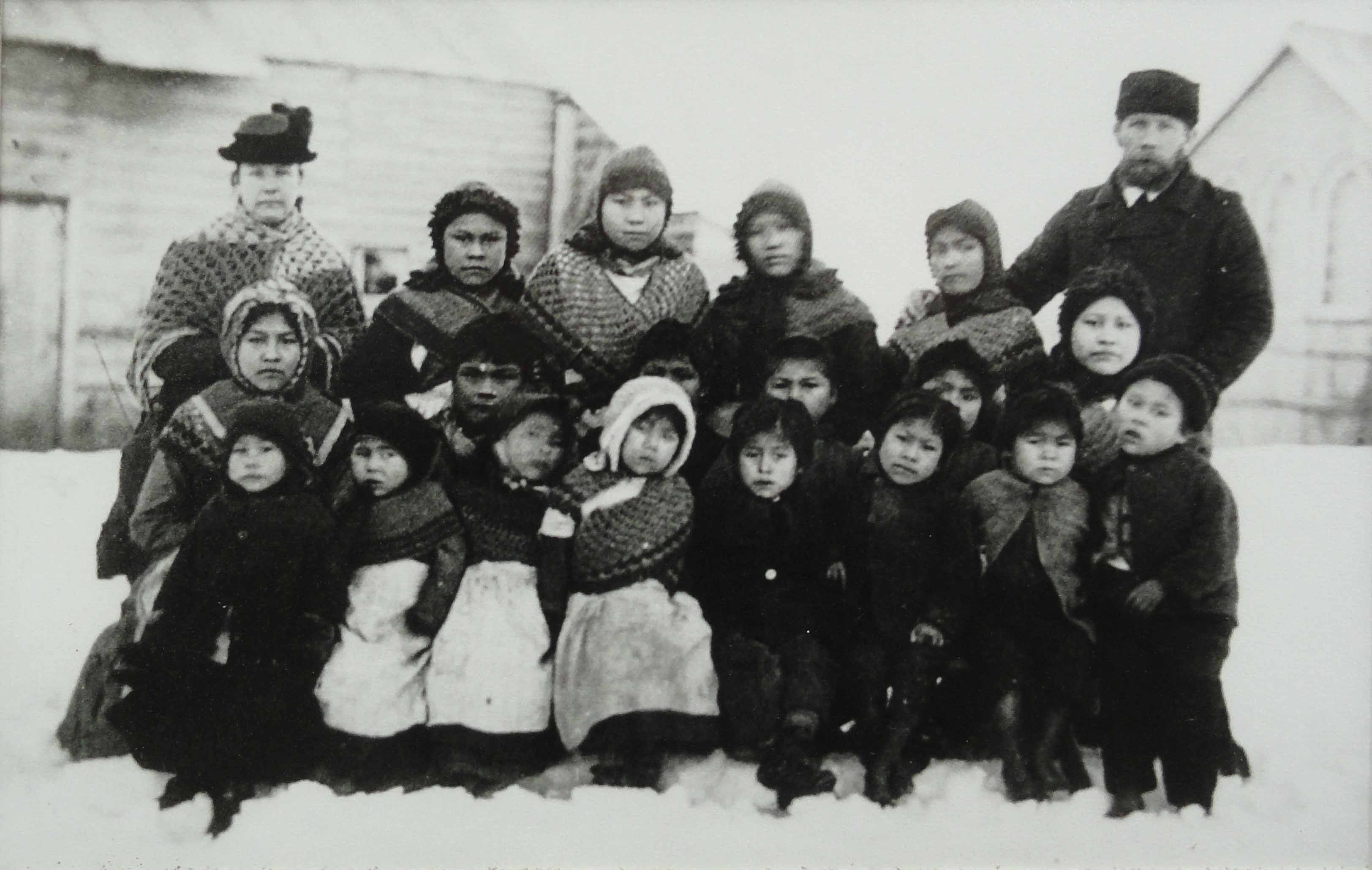
O missionário Thomas Bridges em 1883, com sua esposa e indígenas na missão de Ushuaia

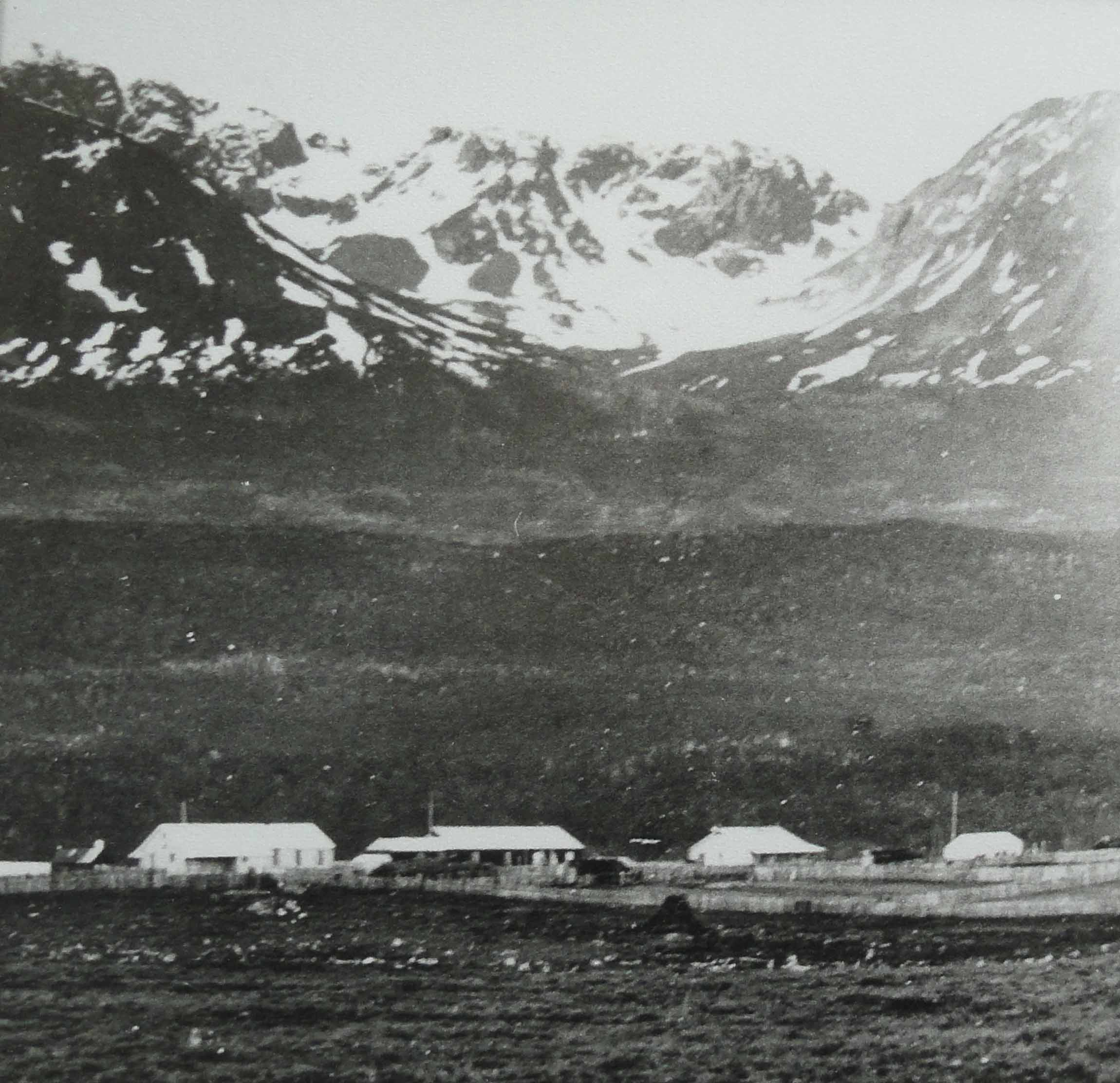
Uma vista da missão anglicana em 1883

Em 19 de junho de 1829 a Argentina, já independente, fez sua primeira afirmação de soberania sobre a Terra do Fogo, criando uma comandância militar, sediada nas Ilhas Malvinas. Pouco mais tarde os ingleses ocuparam as ilhas, dando margem a ideias de enviar novamente missionários anglicanos para a Terra do Fogo, mas as primeiras tentativas, organizadas por Allen Francis Gardiner, fracassaram diante da hostilidade dos indígenas e da falta de apoio oficial, acabando no martírio  dos missionários. Enquanto isso a Argentina também fazia movimentos para a povoação do extremo sul. Em 1852 o oficial Luis Piedra Buena com sua família ergueu uma casa na Ilha dos Estados, cuja propriedade lhe foi outorgada pelo presidente Bartolomé Mitre em 1868, hasteando na ilha pela primeira vez a bandeira argentina. No ano seguinte Waite Hockin Stirling, antigo colaborador de Gardiner, levantou uma missão na ilha Navarino exatamente diante da futura Ushuaia, levando cabras e iniciando plantações a título de experiência. Logo compreendeu que o local não era adequado, e transladou-se para o outro lado do canal, escolhendo a península que fecha pela esquerda a baía de Ushuaia, onde poderia ficar mais próximo dos indígenas. Ali a partir de 18 de janeiro de 1869 ergueu uma casa em um ponto elevado da península, cujo sítio é hoje um monumento nacional argentino.
Embora Stirling contasse com a simpatia de alguns nativos, a quem ensinou os rudimentos do Evangelho e dos hábitos europeus, muitos outros ainda constituíam uma constante ameaça. Seu trabalho foi interrompido no fim do ano, quando foi designado bispo da diocese anglicana da América do Sul, devendo retornar à Inglaterra para sua ordenação e empossamento no cargo. Outros missionários continuaram sua obra em Ushuaia, estabelecendo os inícios de um povoamento que desde então foi ininterrupto. Em 30 de março de 1870 chegou ao local Thomas Bridges, que foi o verdadeiro motor do povoamento inicial e estendeu a influência missionária por toda a região, paulatinamente ganhando a confiança dos indígenas e reunindo-os em grande número, não sem encontrar ao mesmo tempo inúmeras resistências e dificuldades de toda ordem. No ano seguinte foram batizados os primeiros indígenas, realizando-se também os primeiros casamentos cristãos entre eles. Bridges também foi importante por ter composto o primeiro dicionário da língua yagan e por ter realizado a primeira tradução de um texto bíblico para este idioma, uma versão do Evangelho de São Lucas intitulada Gospl Luc Ecamanaci. Entretanto, a despeito de seus esforços para a proteção dos índios, sua população decrescia dramaticamente, assolada por sucessivas epidemias trazidas pelo homem branco, sem contar os enfrentamentos violentos com outros exploradores europeus que resultavam em inúmeras mortes. Outros se entregavam à bebida ou vendiam suas filhas para se prostituírem para os marinheiros. Em meados da década de 1880 Bridges acusava a existência de somente 387 índios yagan em todo o arquipélago.
Depois da partilha da Terra do Fogo entre Chile e Argentina em 1881, definindo seus limites, em 1883 o governo argentino decidiu enviar a "Divisão Expedicionária ao Atlântico Sul", sob o comando do coronel Augusto Lasserre, a fim de ali estabelecer subprefeituras. Sete navios de guerra foram designados para a missão, que aportou primeiro na Ilha dos Estados e em 1884 entrou na Baía de Ushuaia, apenas com quatro naus. Em 12 de outubro de 1884 foi enfim içada a bandeira argentina e criada a subprefeitura local, com Alejandro Virasoro y Calvo ocupando a primeira magistratura, auxiliado por 44 oficiais subalternos. A data constitui a fundação oficial da cidade. Poucos dias depois, em 16 de outubro, foi criado o Território da Terra do Fogo, do qual Ushuaia foi escolhida naturalmente como a capital, tendo Félix Paz como governador, e, no ano seguinte, como capital de um dos três Departamentos em que o Território foi subdividido. Paz transferiu em 1887 a subprefeitura para a baía Bom Sucesso, e logo depois para a baía Tétis, possivelmente para não confundir as administrações, mas a experiência não deu certo e Ushuaia voltou a acumular todas as funções em 1896.

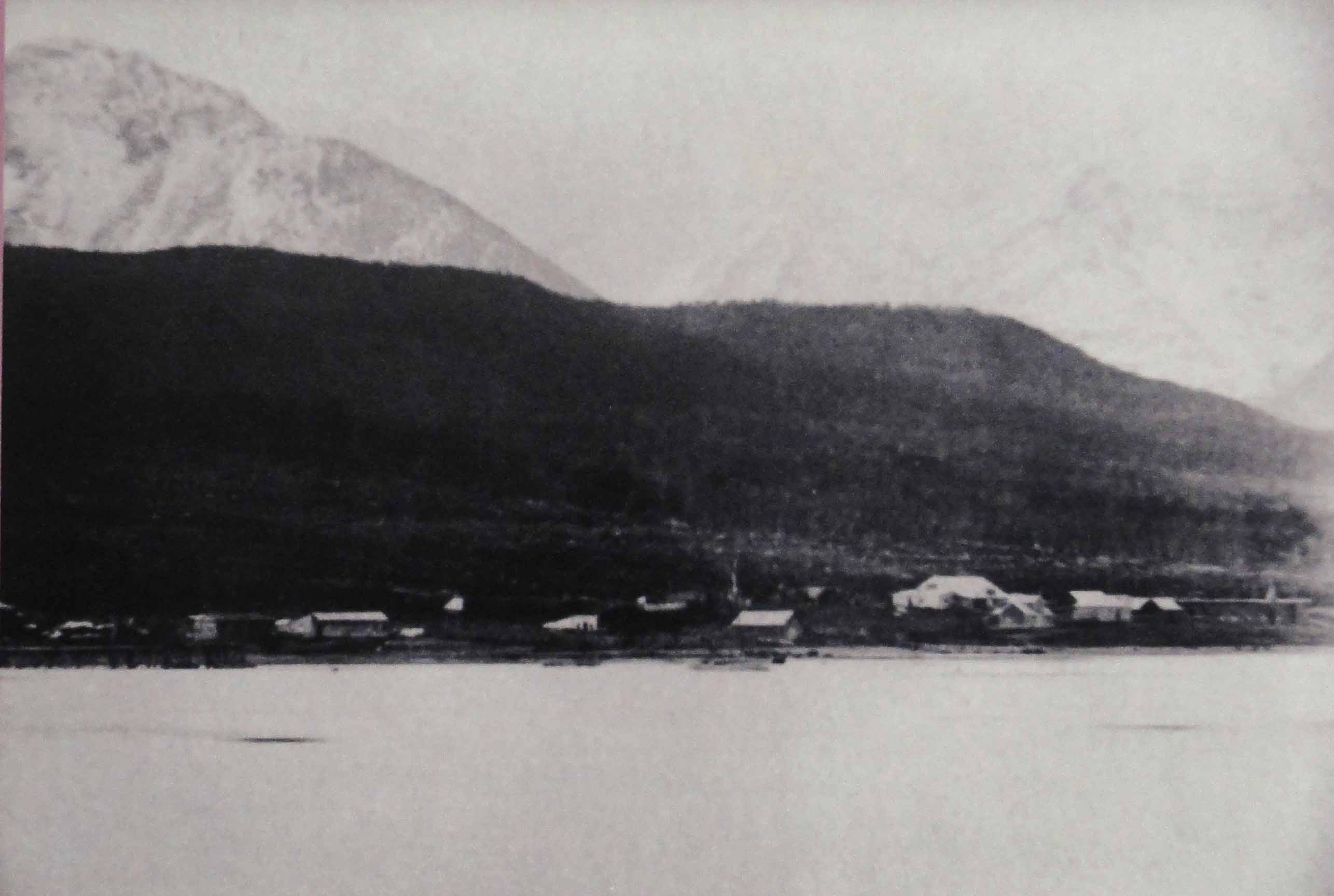
O povoado primitivo, em torno de 1897

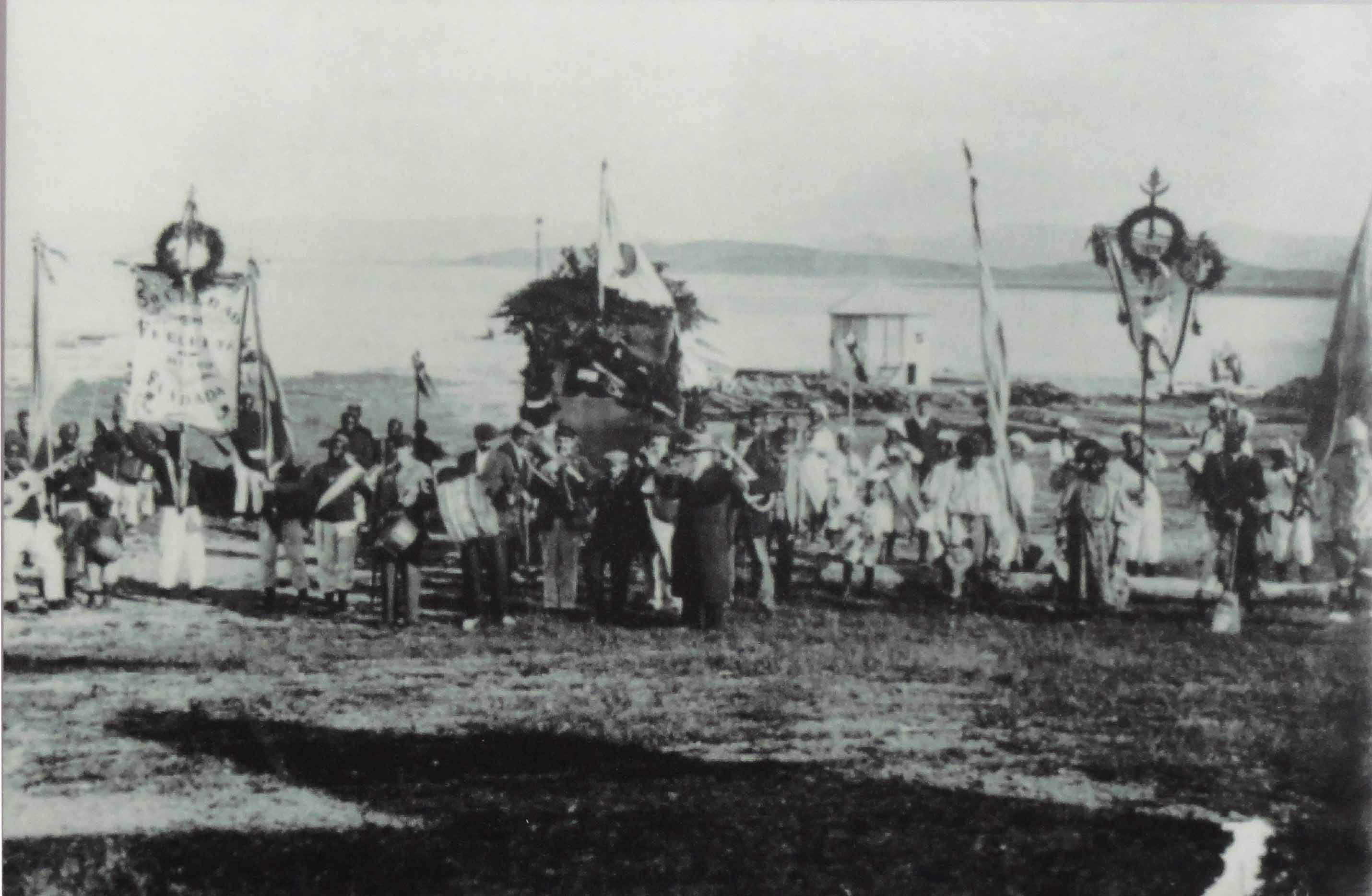
Comemorações do carnaval de 1898 em Ushuaia

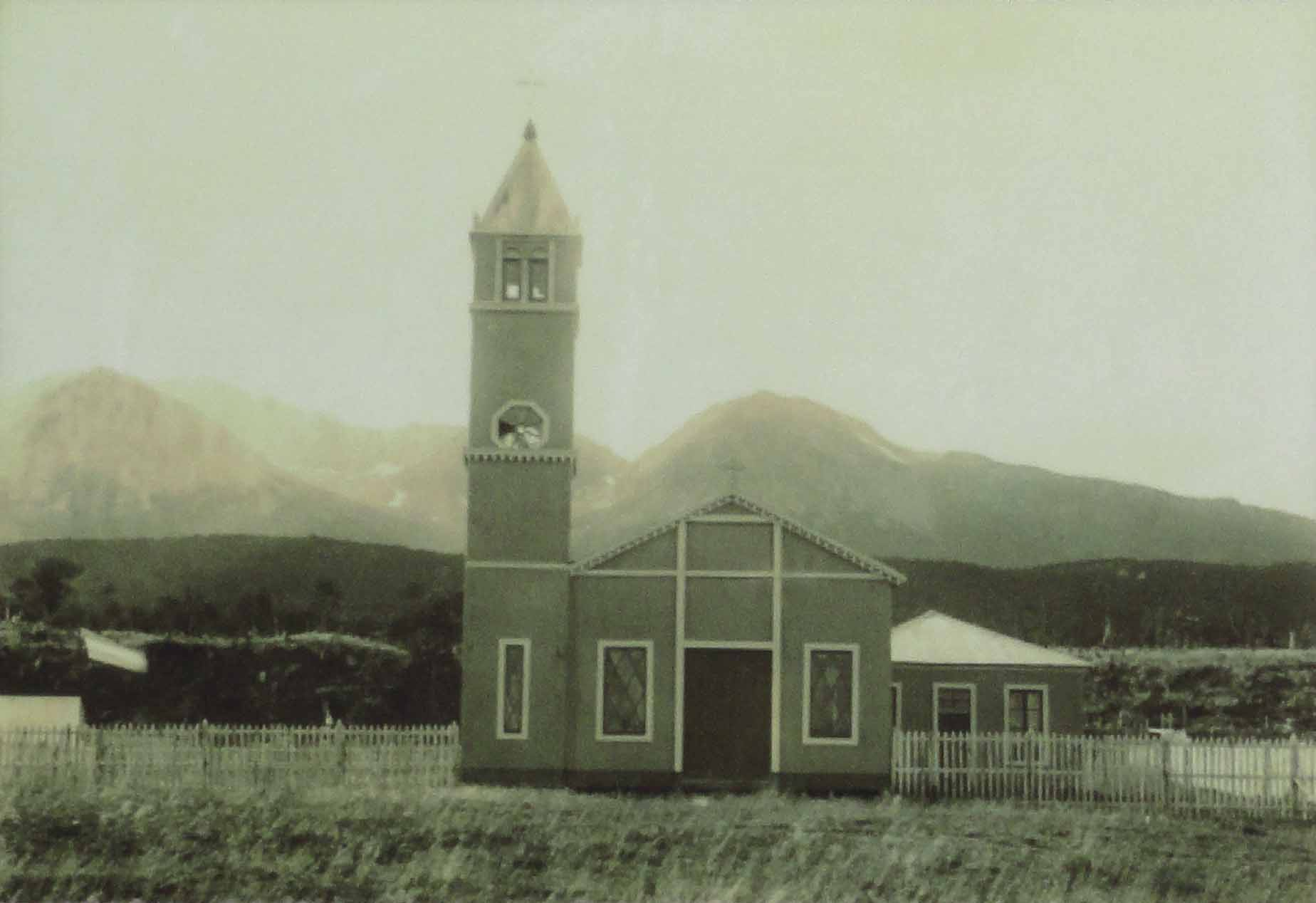
A primeira capela católica de Ushuaia

Enquanto os índios desapareciam quase completamente, aumentava devagar o número de colonos brancos, chegando grupos de espanhóis, portugueses, argentinos e italianos, bem como garimpeiros do ouro que fora descoberto no norte da ilha e que acabavam sempre gerando conflitos. Esses primeiros colonos brancos de Ushuaia também tiveram de lutar por sua própria sobrevivência, e vários abandonaram a comunidade, que sempre estava à míngua de apoio oficial e dependia em larga medida do intermédio da florescente cidade chilena de Punta Arenas para muitos serviços e abastecimento. Em 1893 o inspetor escolar Raúl Díaz fez um relato pouco animador sobre a situação do povoado:
Dezesseis casas sem nenhuma comodidade formam ruelas visíveis unicamente devido à distância que as separam; cinco armazéns de pouca importância, uma escola com poucos meninos que quase sempre está fechada por falta de pessoal, uma serraria a vapor, boa obra do tenente-coronel Godoy, uma formosa e cômoda baía que os barcos frequentam só muito raramente, uma missão anglicana na frente e por fim oitenta habitantes que vivem bocejando, isolados, a 600 léguas de Buenos Aires.
Como Ushuaia agora era capital de um Território, aos poucos iam aparecendo algumas melhorias e a sociedade se organizava. No final do século XIX a escola foi reforçada com novos professores e foram criados o juizado de paz, o registro civil, o serviço médico, o correio, o destacamento policial, um pequeno cárcere, enquanto eram fundadas algumas estâncias na zona rural, além de ser construído o prédio do cabildo e se instituírem outras repartições públicas. Também recebeu diversas expedições científicas nesta época, estrangeiras e nacionais, foi elaborada primeira planta urbana para orientar o futuro crescimento da cidade e começou a ser implantado um projeto de estabelecimento de uma colônia penal para fomentar o povoamento. Em 1895 havia uma população de 477 pessoas, com 225 delas vivendo na zona urbana, excluídos os índios.
O trabalho das missões inglesas prosseguia com o beneplácito das autoridades argentinas, e atraíam indígenas de outras etnias, como os onas, que encontraram nelas um refúgio temporário até que as doenças também os dizimassem. As missões por outro lado tiveram uma importância econômica introduzindo o gado bovino, ovino e caprino na região, e iniciando a exploração e beneficiamento da abundante madeira da ilha. Bridges faleceu em 1898 em Buenos Aires, e sua obra foi continuada por seus filhos na sua Estância Harberton e por outros seguidores na antiga sede na península, até que quase já não restavam mais índios, sendo a missão original encerrada em 1910. Os poucos índios remanescentes foram transferidos para outro estabelecimento na ilha Navarino, sob os cuidados do missionário John Williams, onde permaneceram até 1913. A constante presença dos anglicanos acabou por despertar a atenção dos eclesiásticos católicos argentinos. Os salesianos assumiram o encargo e enviaram para lá seu primeiro missionário em 1897, o padre Ramón Lista. Foi edificada uma capela em 1898, da qual foi nomeado pároco o padre Juan Fossatti.

### Século XX
No início do século XX apareceram os primeiros sinais de atividade intelectual autóctone em Ushuaia, através da fundação de alguns jornais, e começava a se formar uma pequena elite de oficiais, comerciantes e estancieiros, que já podiam se dar ao luxo de possuir casas mais elegantes e bem decoradas e demonstravam possuir uma educação refinada. Também chegavam os primeiros turistas. Um relato de Damiana, uma neta de Luiz Fique, um dos primeiros comerciantes de Ushuaia, dá uma visão do ambiente:

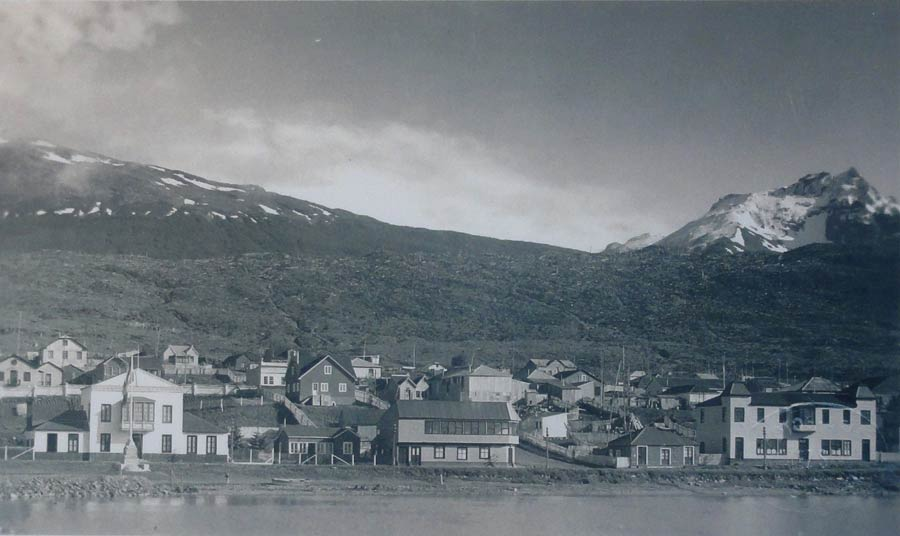
Em 1930

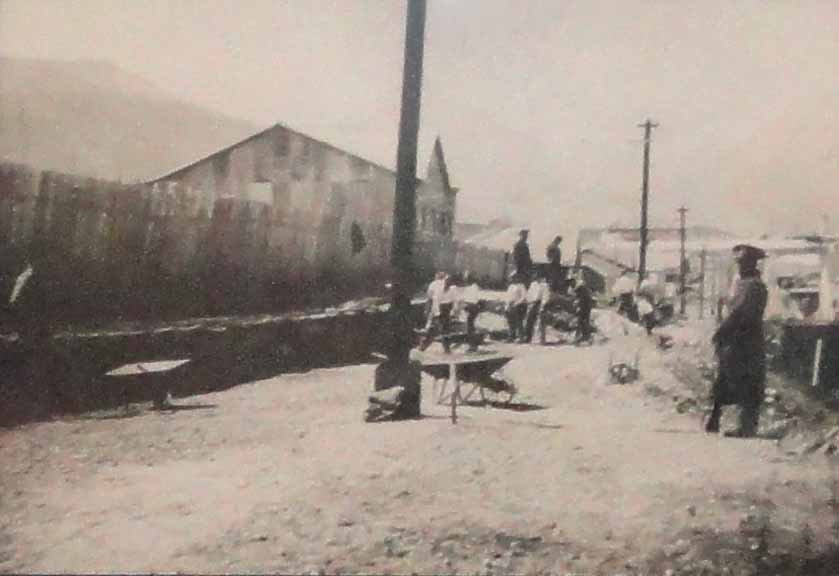
Presidiários trabalhando nas ruas de Ushuaia

Lembro da ampla sala de refeições da casa de meus avós, quando mais de uma vez, postada junto ao umbral de uma de suas portas, olhava deslumbrada para as luzes dos lustres, em sua maioria de querosene, que iluminavam a larga mesa, adornada de candelabros e flores. As toalhas e os brancos guardanapos dobrados em forma de leque, que faziam reluzir a porcelana e a prataria, os aquecedores protegidos por biombos de estilo japonês, as duas sinetas sobre a mesa que faziam as vezes de gongo, chamando as criadas que, com seus aventais e toucas brancas, transportavam desde a cozinha os pratos fumegantes para serem servidos por minha mãe ou minha avó. Essas refeições aconteciam sempre em relação a algum evento especial, como as festas patronais ou os nascimentos, os batismos, a chegada de navios importantes .... Nestas oportunidades ouvia meu pai falar em diferentes idiomas. Os homens vestiam smoking, sapatos de verniz ou luvas brancas e as mulheres brilhavam em vestidos rodados. Enquanto isso, as crianças se divertiam com as duas pianolas da casa.
Porém, o que dominou a vida da cidadezinha por toda a primeira metade do século foi a construção de um enorme presídio, iniciado em 1902 e ampliado várias vezes ao longo das décadas seguintes, destinado a receber condenados de todo o país. Isso desencadeou diversas melhorias na infraestrutura urbana, como a instalação da iluminação elétrica, de uma rede de telefonia, de um destacamento de bombeiros, uma farmácia, uma alfaiataria, uma sapataria, ateliês de fotografia, a criação de novos estabelecimentos comerciais e das primeiras indústrias, bancos e hotéis, além de os apenados servirem como mão-de-obra para todas as construções urbanas e obras públicas. Segundo Arnoldo Canclini, essas vantagens coexistiam com uma situação de forte tensão social, a de os habitantes conviverem diariamente com uma população penal igual ou maior do que a população residente, que vivia mais fora da prisão do que dentro dela e despertava temores de fugas ou de violências.

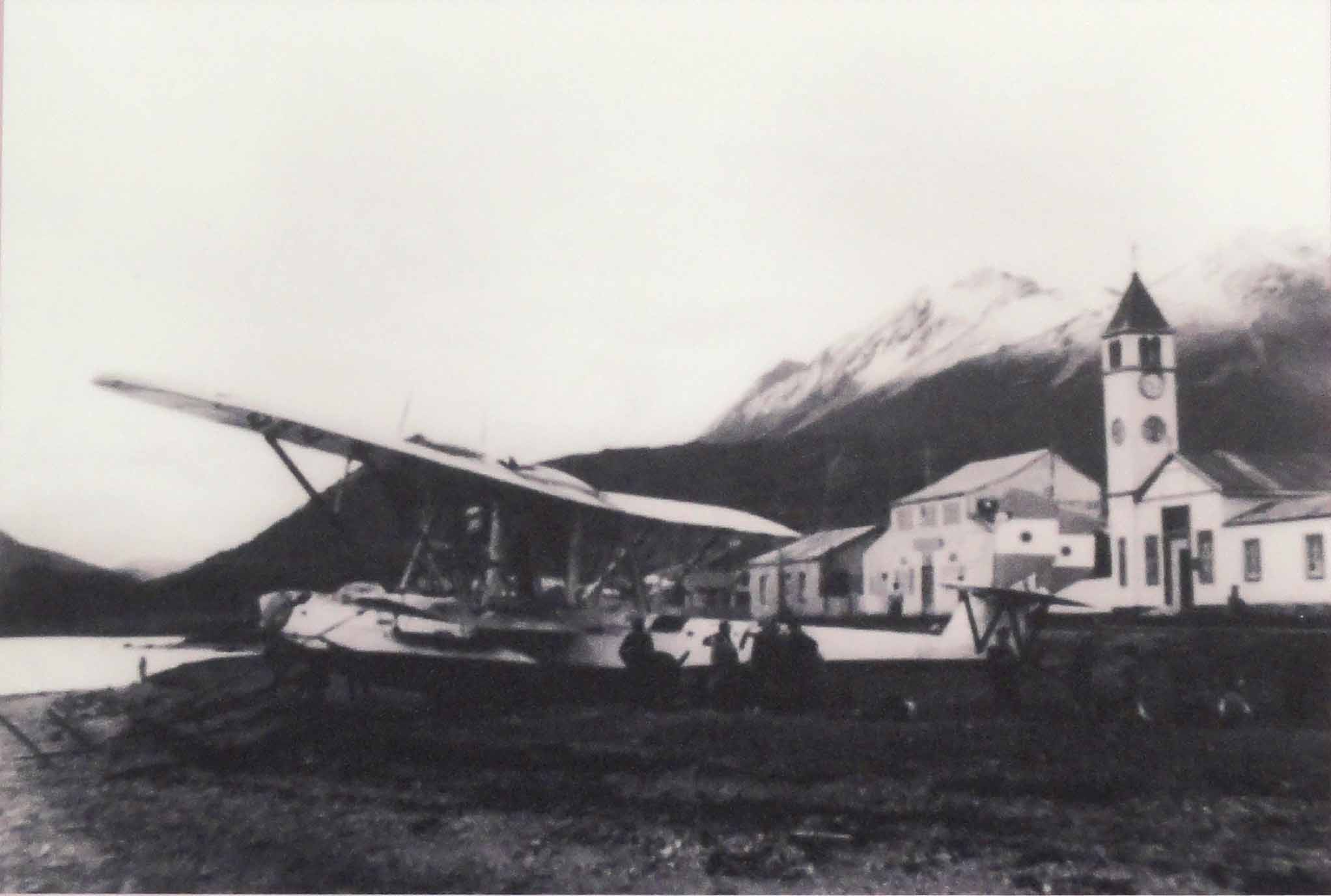
Um dos primeiros aviões a pousarem em Ushuaia, na década de 1930

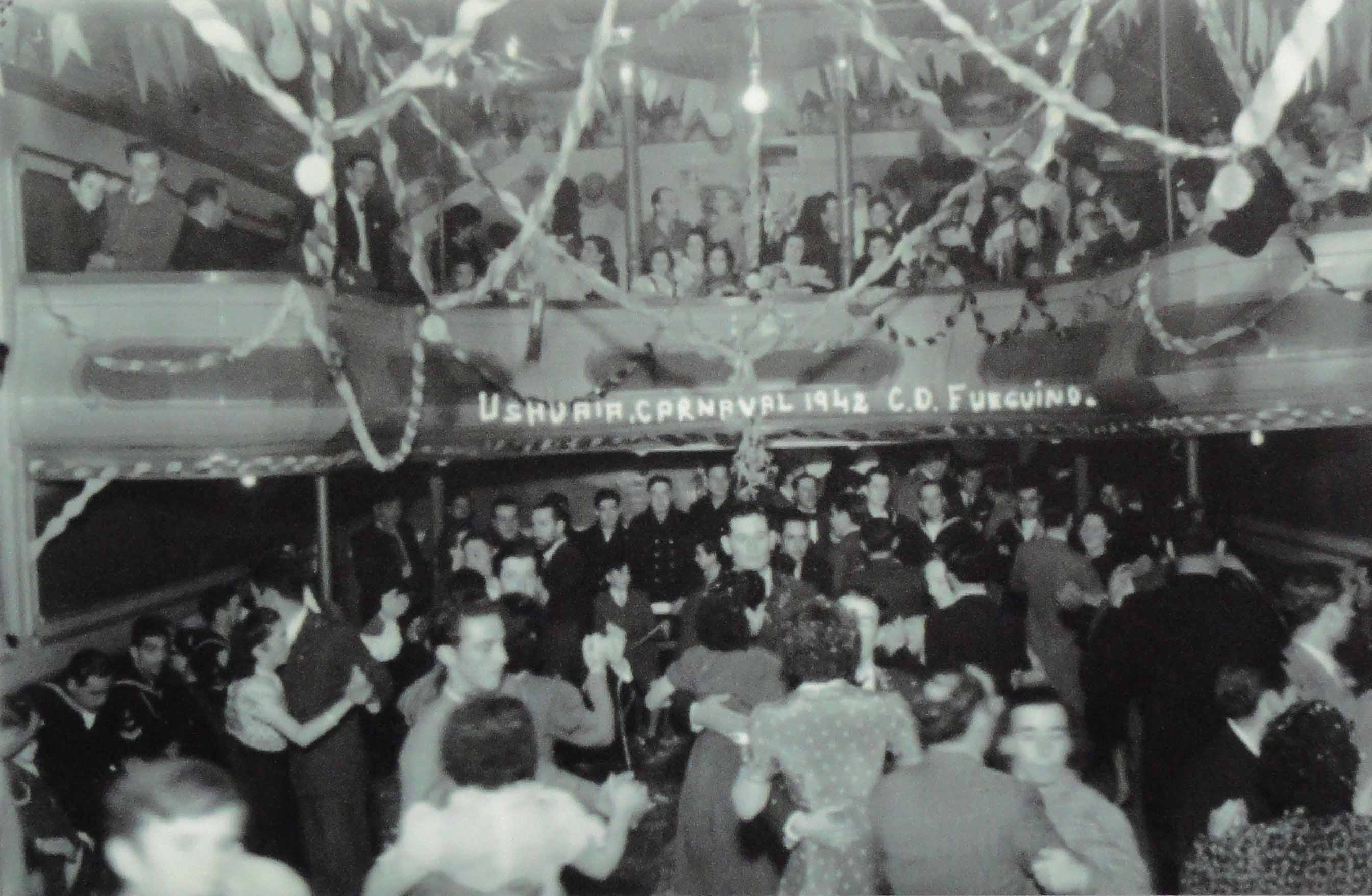
A vida social nos clubes de Ushuaia, 1942

Enquanto isso as atividades econômicas se fortaleciam principalmente através da criação de ovelhas, que obrigou à abertura de estradas, à construção de pontes e à instalação de frigoríficos e tosquias, sediados em estâncias de toda a ilha, e que desenvolviam também o comércio exportador para toda região e para o exterior. A importância dessa atividade se demonstra pelo impressionante tamanho do rebanho em 1925, com mais de um milhão de cabeças. Outras atividades econômicas que floresceram nas primeiras décadas do século foram a piscicultura e a pesca. Como havia originalmente apenas duas espécies de peixe nos rios da região, e impróprias para o consumo, foram introduzidos os salmonídeos, que acabaram por se tornar importantes para o abastecimento local e para o início do turismo através da pesca desportiva. Também começaram a ser exploradas as reservas de sardinhas, moluscos e crustáceos marinhos, com destaque para a centolla, um grande caranguejo. Contribuíram nesse campo novos grupos de imigrantes, especialmente espanhóis e croatas, desenvolvendo os aspectos industriais e náuticos da pesca.
A administração pública, porém, enfrentava diversas dificuldades, diante da rápida sucessão de vários governantes e da pouca atenção recebida do governo nacional. A situação no presídio também não era fácil, havendo registro de revoltas, fugas e maus tratos nos apenados, aumentando as tensões e a sensação de abandono e isolamento da população. Além dos efeitos de um quadro político argentino tumultuado e de uma legislação confusa, os ecos da Primeira Guerra Mundial e das atividades internacionais anarquistas e bolcheviques chegavam a Ushuaia, e tornavam tudo ainda mais incerto, prejudicando as obras públicas e os serviços oficiais. Boa parte da população abandonou a cidade e sua economia sofreu vários choques negativos. Compensatoriamente, a partir da década de 1920 houve avanços na saúde pública, na educação, nos transportes, na cultura, no turismo e na vida comunitária, chegando médicos e dentistas, ampliando-se a escola, fundando-se uma biblioteca, expandindo-se a navegação, criando-se a primeira linha aérea e um aeroporto e os primeiros clubes sociais e agremiações esportivas.
Em 1947 o presídio foi fechado por decreto presidencial, encerrando uma importante etapa na história de Ushuaia. Novas mudanças aconteceram também em outras esferas. Poucos anos antes havia sido criada a Governação Marítima da Terra do Fogo, submetendo a região ao controle direto do Ministério da Marinha, que criou ali uma base naval absorvendo as instalações da antiga missão anglicana e do presídio. Em 1957, foi criado a província de Terra do Fogo, Antártica e Ilhas do Atlântico Sul, com Ushuaia como a capital. No ano seguinte, foi criada uma zona franca na Terra do Fogo, facilitando o desenvolvimento econômico e incrementando o turismo. Ainda em 1958 assumiu o governo o capitão Ernesto Campos, que foi uma figura decisiva para o progresso da cidade pela década seguinte, profundamente interessado pelos problemas locais e tendo permanecido no cargo até 1964, realizando muitas obras públicas. Neste período, adicionalmente, descobriu-se petróleo na região e a cidade recebeu um grande grupo de imigrantes italianos, também eventos de impacto transformador.

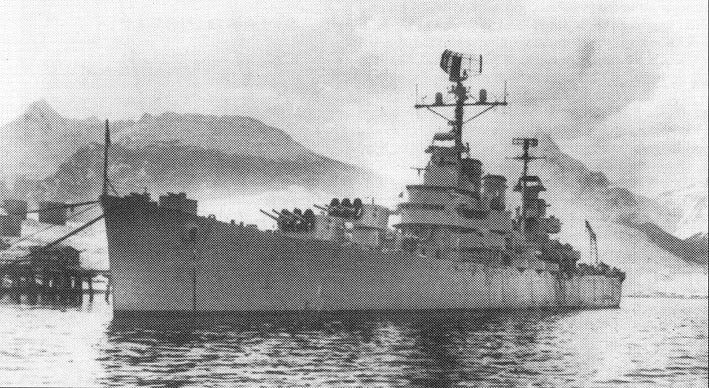
O ARA General Belgrano no porto de Ushuaia em 1982

Em 1972, a chamada "Lei da Promoção Industrial" deu grandes incentivos para a fixação de novos residentes em uma área de crescente importância estratégica. A lei favoreceu um súbito crescimento populacional, e a cidade respondeu bem aos novos desafios: surgiram muitos novos estabelecimentos comerciais e industriais, cresceu a rede de serviços e foi ampliada a malha urbana. Por outro lado, questões ainda pendentes entre a Argentina e o Chile, a respeito da soberania sobre algumas ilhas do canal de Beagle, impregnaram de tensão o dia a dia local até a década de 1980. Embora as difíceis negociações diplomáticas fossem desenvolvidas debaixo de muito segredo, vazaram informações desencontradas e temeu-se a deflagração de um conflito armado. Outra questão internacional problemática foi a Guerra das Malvinas. O porto de Ushuaia foi uma das bases navais da armada argentina, tropas se movimentaram por terra ao norte da cidade e os náufragos do cruzador ARA General Belgrano foram atendidos no centro urbano. Se bem que a possibilidade de um ataque britânico à cidade fosse remota, foram tomadas várias precauções que perturbaram a rotina dos habitantes.
A partir de 1982 a cidade e o território foram objeto de profunda transformação institucional, inserindo-os definitivamente no cenário político da nação. Em 1983 pela primeira vez a Terra do Fogo participou de eleições nacionais, ocasião em que se elegeram pela primeira vez deputados e os vereadores e o intendente municipal, vencendo o pleito José Arturo Estabillo, do Movimento Popular Fueguino, encerrando com isso o sistema da indicação direta. O governador do território, porém, ainda era escolhido por Buenos Aires. No ano de 1984 foi comemorado com grandes festejos o centenário da fundação da cidade, inflamando ainda mais o ânimo cívico da população. Em 1986 ocorreu a transformação do território em província, equiparando juridicamente a Terra do Fogo às outras províncias do país, permanecendo Ushuaia como sua capital. Neste momento a nova província possuía 57 mil habitantes, criava 661 mil cabeças de gado, explorava 140 mil m³ de madeira, 1,6 milhões de m³ de petróleo e 3,1 milhões de m³ de gás natural, pescava 300 t de peixes e mariscos, tinha 124 indústrias instaladas, 45 educandários e era visitada por 60 mil turistas anualmente. Em 1991 concluiu-se o processo de mudanças com a realização de eleições para o governo provincial, saindo vencedor o mesmo Estabillo.
Nos anos recentes a cidade tem revelado pujança, tornando-se um forte polo turístico, ao mesmo tempo em que se consolidam outras atividades produtivas, os serviços, a cultura e as instituições. Para o historiador Arnoldo Canclini, em virtude do notável progresso em muitas áreas nos últimos tempos, Ushuaia experimenta acelerada internacionalização dos hábitos, perdendo raízes tradicionais, e como organismo social ainda está em sua adolescência, com muito ainda por fazer para definir sua verdadeira identidade.

## Geografia

### Denominação e localização

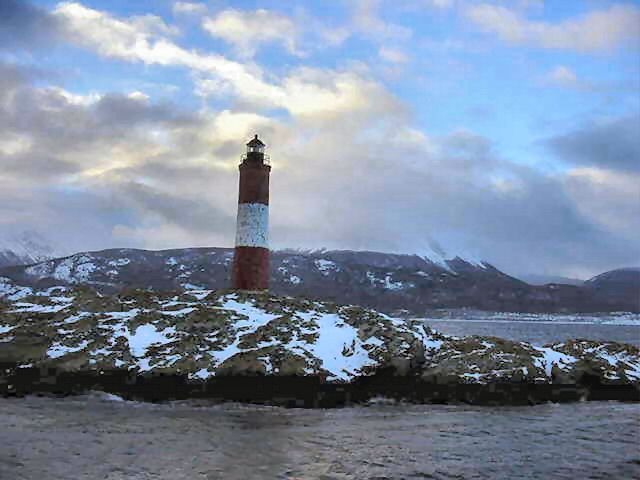

O nome Ushuaia é uma combinação de duas palavras do idioma yagan: ushu, um termo de difícil tradução com o significado de algo que penetra amplamente em direção ao oeste, e aia, baía. O resultado pode ser interpretado como "baía que penetra fundo terra adentro na direção oeste". A palavra Ushuaia apareceu por escrito pela primeira vez em 11 de maio de 1869, nas atas da missão anglicana, na forma Ushu-waia. No século XIX, a palavra foi grafada em até 19 variações diferentes, como Ooshovia, Usohaia, Ooshwia e outras.
Ushuaia encontra-se nas coordenadas 54° 48' 57" S 68° 19' 04" O, a 3 mil km de Buenos Aires, a capital argentina. Está a sudoeste da Ilha Grande da Terra do Fogo, aninhada entre as encostas do cerro Martial e do monte Olívia e debruçando-se sobre a Baía de Ushuaia, no limite setentrional do canal de Beagle. É a capital da província da Terra do Fogo, Antártica e Ilhas do Atlântico Sul, e capital e o único município do Departamento Ushuaia. O departamento e, por conseguinte, o município, possui uma área de 9.017 km², incluindo a Ilha dos Estados e alguns ilhotes no canal de Beagle.

### Relevo e hidrografia

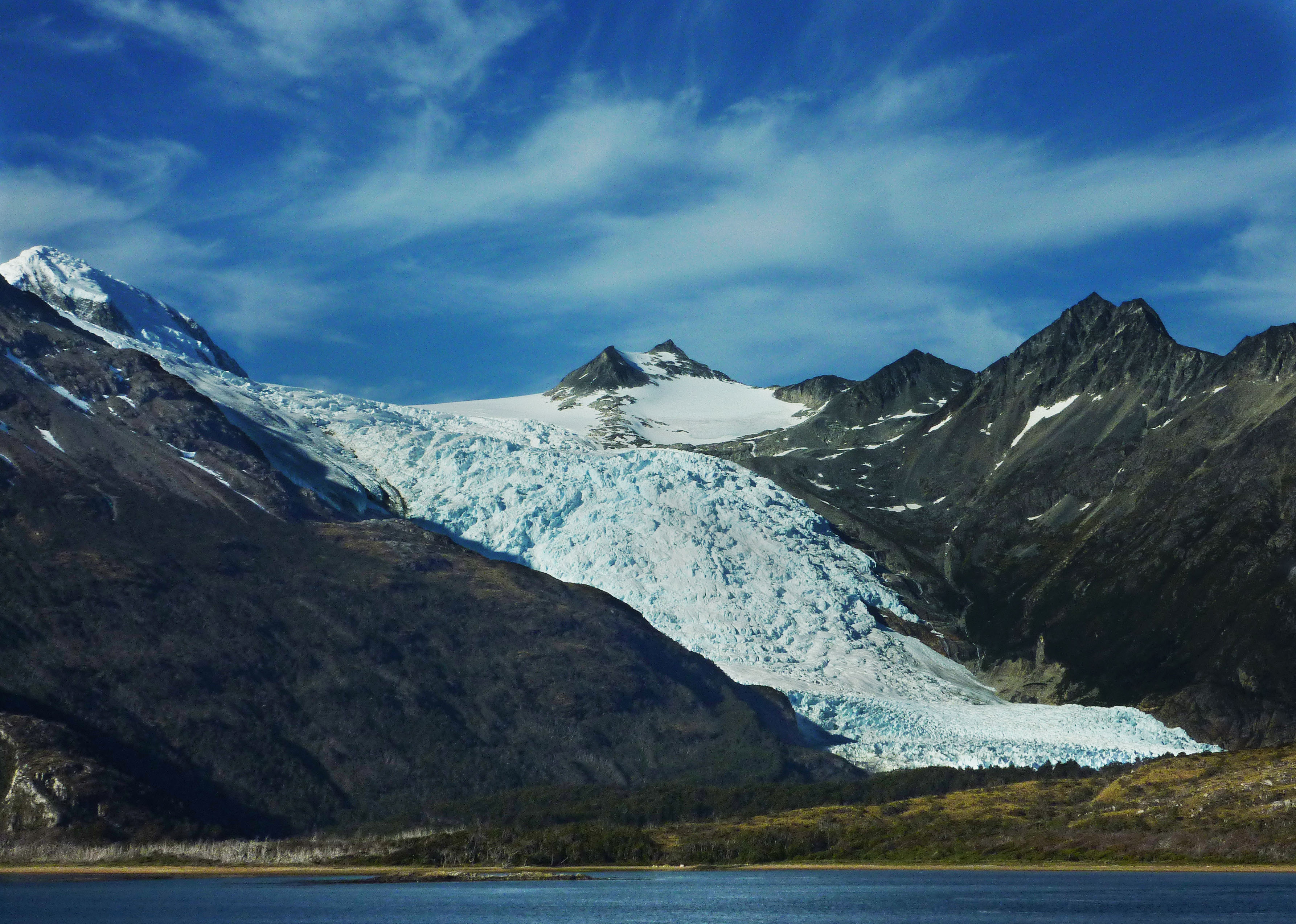
Um glaciar à beira do canal de Beagle

A cidade ocupa um dos três ambientes geográficos distintos encontrados na ilha, caracterizando-se pela presença dos últimos trechos da cordilheira dos Andes, que na região se estende de oeste a leste e se subdivide em diversos cordões montanhosos secundários, que assumem nomes variados, como cordilheira Valdivieso e cordilheira Martial. Aqui eles são mais baixos do que na parte continental da cordilheira dos Andes, possuindo alturas que não ultrapassam os 1 500m. Seu ponto culminante é o cerro Cornú, com 1 490 m, e a leste da zona urbana surge o monte Olívia, com 1 328 m. Suas montanhas foram modeladas pelas glaciações, formando vales de leito arredondado e com depósitos de morenas. Ainda existem diversos glaciares, tais como o glaciar Martial, responsável por fornecer a maior parte da água potável utilizada na cidade.
Inúmeros riachos sulcam esses vales glaciais e correm pelas encostas formando muitas cachoeiras; todos os cursos d'água são curtos e de reduzido caudal. Existem grandes lagos, destacando-se o lago Escondido e sobretudo o lago Fagnano. O litoral é dinamizado pela presença de muitas baías, ilhotas e fiordes. Ao sul encontram-se as águas do canal de Beagle e a leste o departamento se limita pelo oceano Atlântico. A zona urbana de Ushuaia está próxima da falha de Magalhães-Fagnano, que atravessa a ilha de oeste a leste e tem atividade sísmica.

### Demografia
Ushuaia possui, de acordo com o censo de 2010, 56.825 habitantes, dos quais 29.140 são homens e 27.685 mulheres, residindo em 20.766 habitações. A densidade demográfica do departamento é de 6,1 hab/km². A taxa de mortalidade é de 2,6%, tendo como causas principais as doenças circulatórias e os tumores malignos. A pirâmide etária apresenta a seguinte distribuição: até 9 anos 17,5%; 10 a 19 anos 19,3%; 20 a 29 anos 16,9%; 30 a 39 anos 16,5%; 40 a 49 anos 12,7%; 50 a 59 anos 10,2%; 60 a 69 anos 4,2%, 70 anos ou mais 2,8%. 58% da população está empregada, com 85,8% de assalariados. Tem uma taxa de delinquência de 289,5/mil hab., com um total de 1.832 delitos em 2011.

### Clima
O clima de Ushuaia é frio e úmido, temperado pelo mar e descrito como Glacial de Tundra (ET) na classificação de Köppen-Geiger, com uma temperatura média anual de 6 °C e uma pequena oscilação anual que vai de 2 °C em julho a 10  °C em janeiro. O volume médio das precipitações na região gira em torno de 540 mm anuais e se divide equitativamente ao longo do ano. Entretanto, o clima é sujeito a grandes variações diárias e pode apresentar condições extremas, principalmente pela ocorrência de ventos fortes e variações na altitude. Em setembro as tempestades são frequentes e intensas, com ventos que podem superar os 80 km/h, acompanhados de cerrada precipitação de granizo. Isso, mais a presença de rochas submersas no canal, já provocou inúmeros naufrágios na região.
Nas várias regiões do departamento, por conta da geografia acidentada, também se verificam variações significativas no regime de ventos, umidade atmosférica e precipitação, que pode ir de 300 a 5000 mm, sendo a parte oriental mais úmida. A precipitação de neve é usual no inverno e pode ocorrer até no verão. No vale de Tierra Mayor podem se acumular até 2 m de neve no inverno, e no topo das montanhas até 10 m por ano. Em virtude de sua localização austral a duração do dia também sofre grandes variações ao longo do ano. No verão o período iluminado chega a 17h30min, sem haver obscuridade completa durante a noite, permanecendo sempre uma fraca penumbra no lado sul do céu.
| Dados climatológicos para Ushuaia (Aeroporto Internacional) (1981–2010, extremos 1901–presente)                                                                          | Dados climatológicos para Ushuaia (Aeroporto Internacional) (1981–2010, extremos 1901–presente) | Dados climatológicos para Ushuaia (Aeroporto Internacional) (1981–2010, extremos 1901–presente) | Dados climatológicos para Ushuaia (Aeroporto Internacional) (1981–2010, extremos 1901–presente) | Dados climatológicos para Ushuaia (Aeroporto Internacional) (1981–2010, extremos 1901–presente) | Dados climatológicos para Ushuaia (Aeroporto Internacional) (1981–2010, extremos 1901–presente) | Dados climatológicos para Ushuaia (Aeroporto Internacional) (1981–2010, extremos 1901–presente) | Dados climatológicos para Ushuaia (Aeroporto Internacional) (1981–2010, extremos 1901–presente) | Dados climatológicos para Ushuaia (Aeroporto Internacional) (1981–2010, extremos 1901–presente) | Dados climatológicos para Ushuaia (Aeroporto Internacional) (1981–2010, extremos 1901–presente) | Dados climatológicos para Ushuaia (Aeroporto Internacional) (1981–2010, extremos 1901–presente) | Dados climatológicos para Ushuaia (Aeroporto Internacional) (1981–2010, extremos 1901–presente) | Dados climatológicos para Ushuaia (Aeroporto Internacional) (1981–2010, extremos 1901–presente) | Dados climatológicos para Ushuaia (Aeroporto Internacional) (1981–2010, extremos 1901–presente) |
| Mês | Jan                                                                                             | Fev                                                                                             | Mar                                                                                             | Abr                                                                                             | Mai                                                                                             | Jun                                                                                             | Jul                                                                                             | Ago                                                                                             | Set                                                                                             | Out                                                                                             | Nov                                                                                             | Dez                                                                                             | Ano                                                                                             |
| --- | ----------------------------------------------------------------------------------------------- | ----------------------------------------------------------------------------------------------- | ----------------------------------------------------------------------------------------------- | ----------------------------------------------------------------------------------------------- | ----------------------------------------------------------------------------------------------- | ----------------------------------------------------------------------------------------------- | ----------------------------------------------------------------------------------------------- | ----------------------------------------------------------------------------------------------- | ----------------------------------------------------------------------------------------------- | ----------------------------------------------------------------------------------------------- | ----------------------------------------------------------------------------------------------- | ----------------------------------------------------------------------------------------------- | ----------------------------------------------------------------------------------------------- |
| Temperatura máxima recorde (°C) | 29,5                                                                                            | 28,9                                                                                            | 25,6                                                                                            | 22,2                                                                                            | 20,3                                                                                            | 19                                                                                              | 17,5                                                                                            | 18                                                                                              | 22,3                                                                                            | 21,2                                                                                            | 26,3                                                                                            | 29                                                                                              | 29,5                                                                                            |
| Temperatura máxima média (°C) | 14,5                                                                                            | 14,1                                                                                            | 12,1                                                                                            | 9,8                                                                                             | 6,9                                                                                             | 4,2                                                                                             | 4,6                                                                                             | 6,1                                                                                             | 8,1                                                                                             | 10,5                                                                                            | 12,2                                                                                            | 13,3                                                                                            | 9,7                                                                                             |
| Temperatura média (°C) | 9,7                                                                                             | 9,5                                                                                             | 8                                                                                               | 6                                                                                               | 3,8                                                                                             | 1,7                                                                                             | 2,4                                                                                             | 2,9                                                                                             | 4,2                                                                                             | 6,3                                                                                             | 7,7                                                                                             | 8,8                                                                                             | 5,9                                                                                             |
| Temperatura mínima média (°C) | 5,6                                                                                             | 5,6                                                                                             | 4,3                                                                                             | 2,9                                                                                             | 1,1                                                                                             | −1,2                                                                                            | −1,1                                                                                            | −0,3                                                                                            | 0,6                                                                                             | 2,3                                                                                             | 3,6                                                                                             | 4,6                                                                                             | 2,3                                                                                             |
| Temperatura mínima recorde (°C) | −2                                                                                              | −4                                                                                              | −4,3                                                                                            | −7,3                                                                                            | −20,2                                                                                           | −18,2                                                                                           | −21                                                                                             | −19,6                                                                                           | −10,6                                                                                           | −6,1                                                                                            | −6                                                                                              | −3,7                                                                                            | −21                                                                                             |
| Precipitação (mm) | 49,5                                                                                            | 42,1                                                                                            | 46,8                                                                                            | 55,9                                                                                            | 47,6                                                                                            | 56,4                                                                                            | 40,1                                                                                            | 36                                                                                              | 34,5                                                                                            | 36,1                                                                                            | 41,3                                                                                            | 50,7                                                                                            | 537                                                                                             |
| Dias com precipitação | 17,1                                                                                            | 14,2                                                                                            | 14,9                                                                                            | 15,8                                                                                            | 14                                                                                              | 14,2                                                                                            | 15,3                                                                                            | 14,4                                                                                            | 13,3                                                                                            | 14,4                                                                                            | 16                                                                                              | 16,8                                                                                            | 180,4                                                                                           |
| Dias com neve | 0,3                                                                                             | 0,1                                                                                             | 2                                                                                               | 2                                                                                               | 5                                                                                               | 8                                                                                               | 7                                                                                               | 9                                                                                               | 7                                                                                               | 5                                                                                               | 3                                                                                               | 1                                                                                               | 49,4                                                                                            |
| Umidade relativa (%) | 75                                                                                              | 76                                                                                              | 78                                                                                              | 80                                                                                              | 81                                                                                              | 82                                                                                              | 82                                                                                              | 80                                                                                              | 76                                                                                              | 73                                                                                              | 72                                                                                              | 74                                                                                              | 77                                                                                              |
| Insolação (h) | 167,4                                                                                           | 146,9                                                                                           | 133,3                                                                                           | 102                                                                                             | 68,2                                                                                            | 42                                                                                              | 55,8                                                                                            | 83,7                                                                                            | 123                                                                                             | 164,3                                                                                           | 180                                                                                             | 167,4                                                                                           | 1 434                                                                                           |
| Fonte: NOAA-EUA (umidade, 1961–1990), Organização Meteorológica Mundial (OMM) (médias de temperatura e precipitação) e Secretaria de Mineria (sol, 1901–1990)            |                                                                                                 |                                                                                                 |                                                                                                 |                                                                                                 |                                                                                                 |                                                                                                 |                                                                                                 |                                                                                                 |                                                                                                 |                                                                                                 |                                                                                                 |                                                                                                 |                                                                                                 |
| Fonte 2: Serviço Meteorológico Nacional da Argentina (extremos), Universidade Nacional de La Plata (UNLP) (neve) e Tokyo Climate Center (temperaturas médias, 1981–2010) |                                                                                                 |                                                                                                 |                                                                                                 |                                                                                                 |                                                                                                 |                                                                                                 |                                                                                                 |                                                                                                 |                                                                                                 |                                                                                                 |                                                                                                 |                                                                                                 |                                                                                                 |

### Flora e fauna

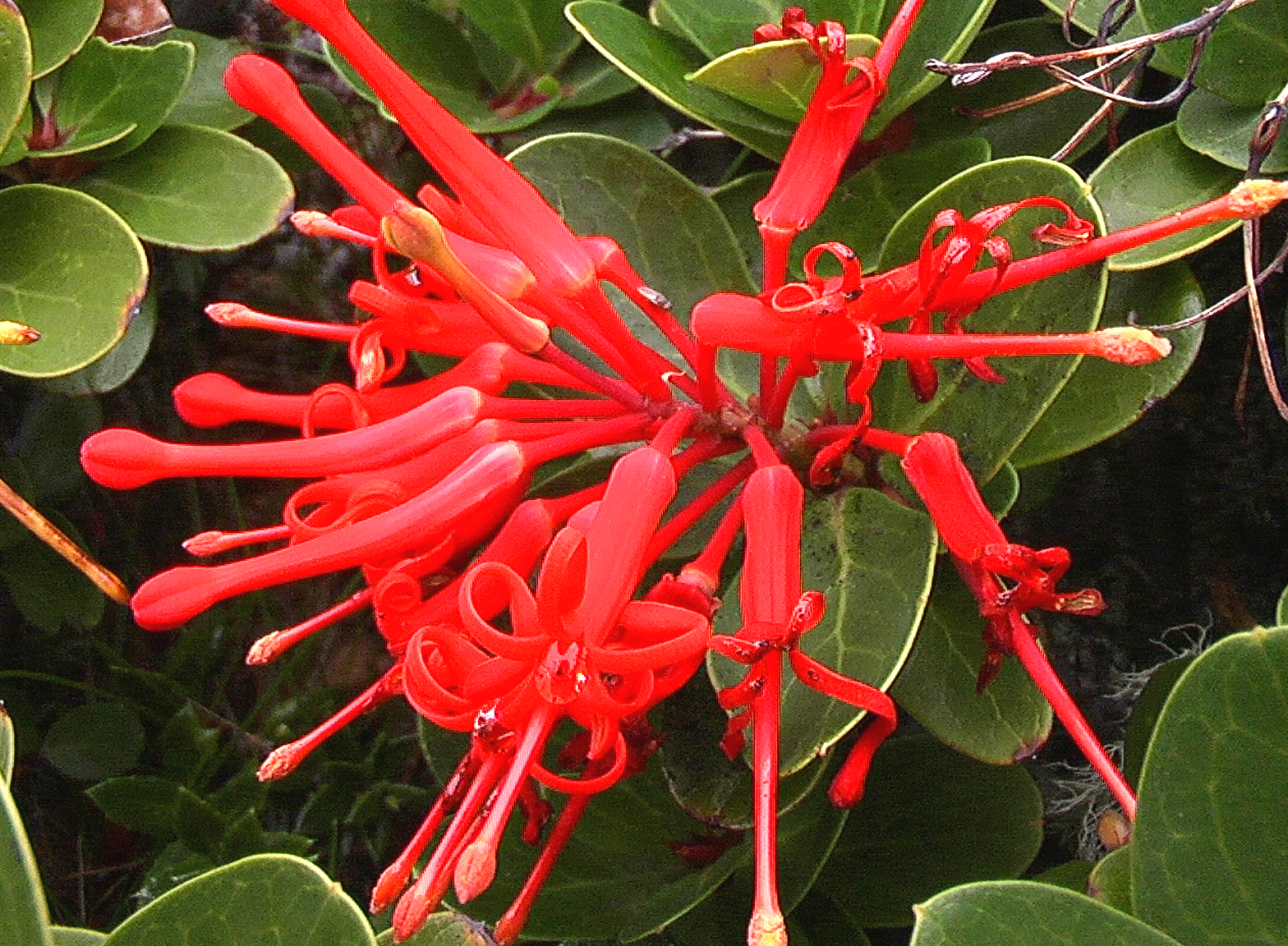
Flor do notro

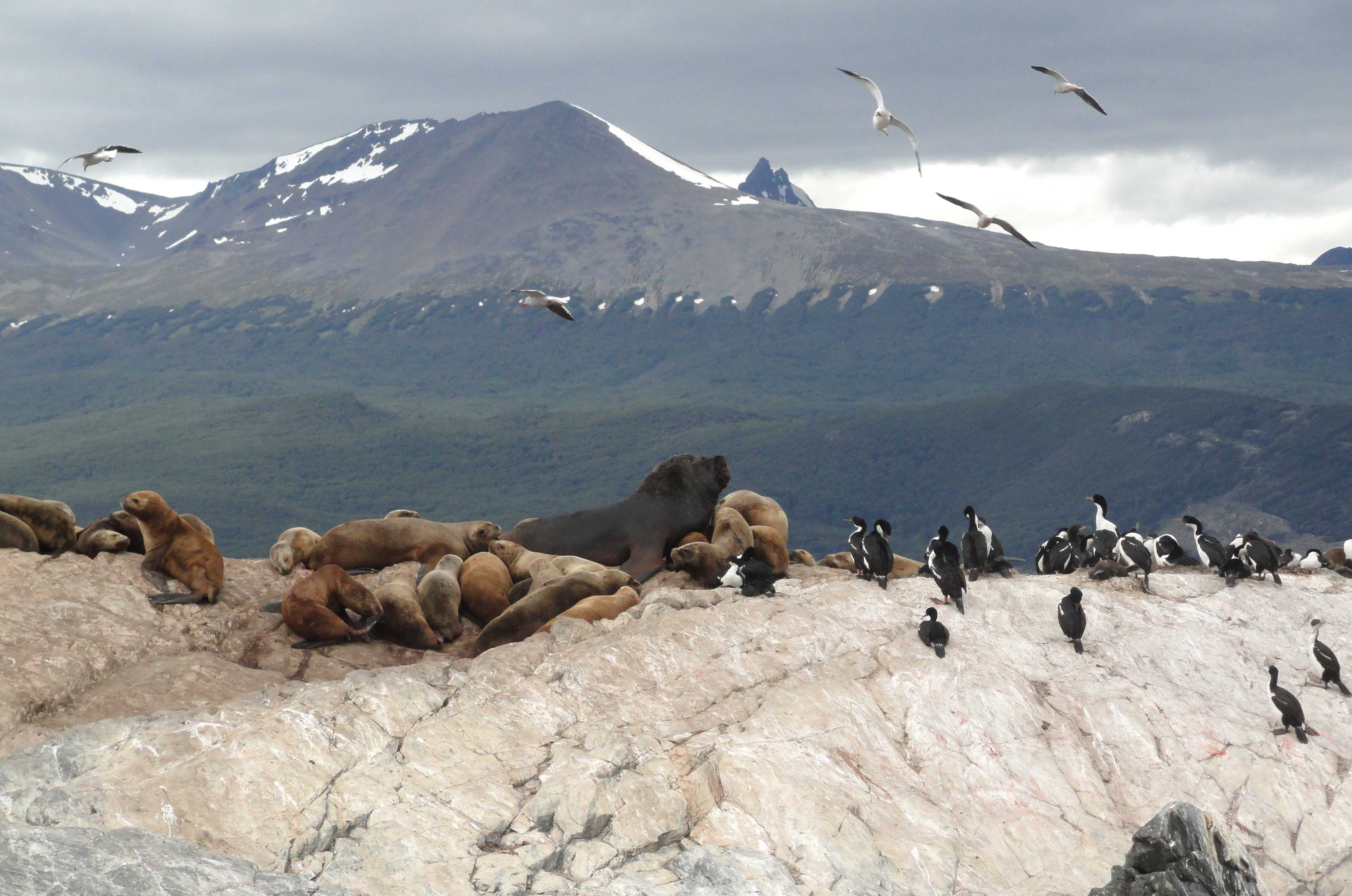
Colônia de cormorões e lobos marinhos em ilha do canal de Beagle

Os solos de Ushuaia são férteis, mas são jovens, ácidos e pouco profundos, com uma camada fértil de poucos centímetros de espessura sobre o leito rochoso. Disso deriva que o desenvolvimento vegetal é limitado e as árvores têm raízes superficiais, ocorrendo até uma altura de 700 m, acima da qual só se encontra vegetação rasteira, que desaparece no nível das neves eternas no topo dos cumes. Entretanto, nas regiões baixas o bosque é denso, denominado bosque subantártico ou magelânico, dominado por poucas espécies de grande porte, todas da família das Nothofagaceae: a lenga (Nothofagus pumilio), o ñire (Nothofagus antarctica) e o guindo (Nothofagus betuloides). Também são comuns o canelo (Drimys winteri), o notro (Embothrium coccineum) e o maitén (Maytenus boaria). Contrastando com a pouca variedade de árvores, a vegetação rasteira e arbustiva é rica, com mais de 500 espécies de flores, além de gramíneas, pequenos fetos e samambaias, fungos e líquens. Entre as flores mais comuns estão o trevo Trifolium repens, a campanilla (Phainophleps biflora), flor símbolo da região, o calafate (Berberis microphylla), a chaura (Gaultheria mucronata), o michay (Berberis darwinii) e a flor-de-chocolate (Berlandiera lyrata). Ocorrem na região diversas turfeiras.
A fauna também é variada, adaptada aos diversos ecossistemas da região, marítimos, florestais, costeiros, fluviais, lacustres e montanhosos, embora animais terrestres de grandes dimensões sejam poucos, entre eles o guanaco e a raposa. Foram introduzidos pelo homem o castor, o coelho e o rato-almiscarado, encontrando-se hoje em grande número. Entre as aves são comuns o condor Vultur gryphus, duas espécies de cormorão (Leucocarbo atriceps e Leucocarbo magellanicus), o pinguim Spheniscus magellanicus, o pica-pau Compephilus magellanicus, o ganso Chloephaga picta, além de várias espécies de gaivotas, albatrozes, petréis e skuas. Nos mares são encontradas duas espécies de lobos-marinhos (Otaria flavescens e Arctocephalus australis), a toninha Cephalorhynchus commersonii, o golfinho-austral (Lagenorhynchus australis), inúmeros peixes, crustáceos e moluscos.

#### Áreas protegidas

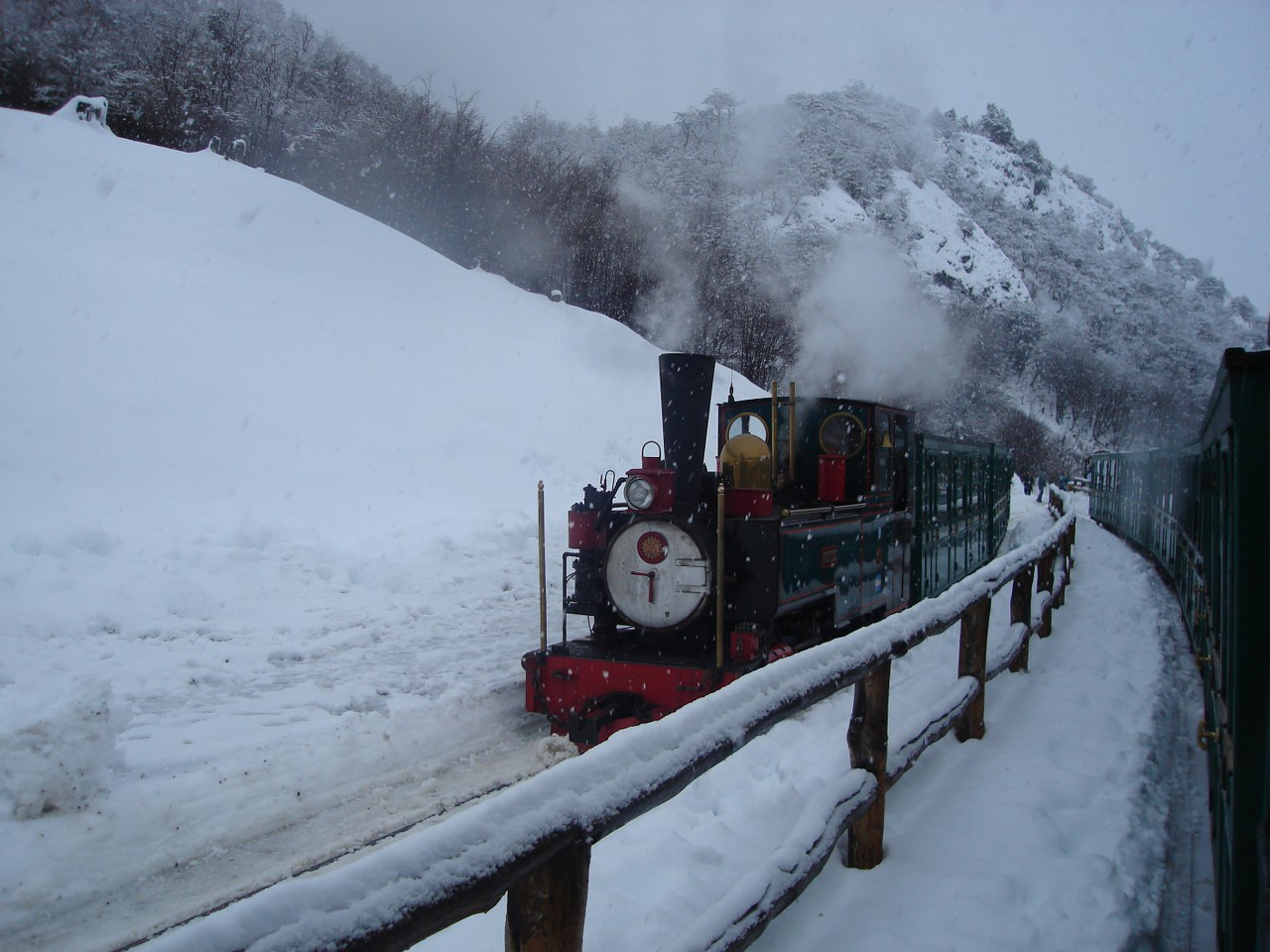
Trem do Fim do Mundo

Ushuaia tem onze áreas de preservação ecológica, algumas destinadas especialmente ao turismo. As mais importantes são:
- Parque Nacional da Terra do Fogo, criado em 1960 e com 63.000 ha, dividido em uma reserva natural estrita, cujo acesso é proibido a visitantes comuns, uma reserva natural, com acesso limitado, e uma reserva recreativa. O parque tem muitos pontos de interesse paisagístico e preserva uma fauna e flora típicas da região.
- Reserva Provincial Ilha dos Estados, com importantes sítios arqueológicos e antigas instalações históricas. Ali se localiza o Farol de São João do Salvamento, declarado monumento nacional.
- Reserva Coração da Ilha, que preserva bosques, turfeiras e vários lagos.
- Reserva Cultural-Natural Playa Larga, criada para a proteção de diversos sítios arqueológicos declarados Patrimônio Cultural da Província.

## Infraestrutura

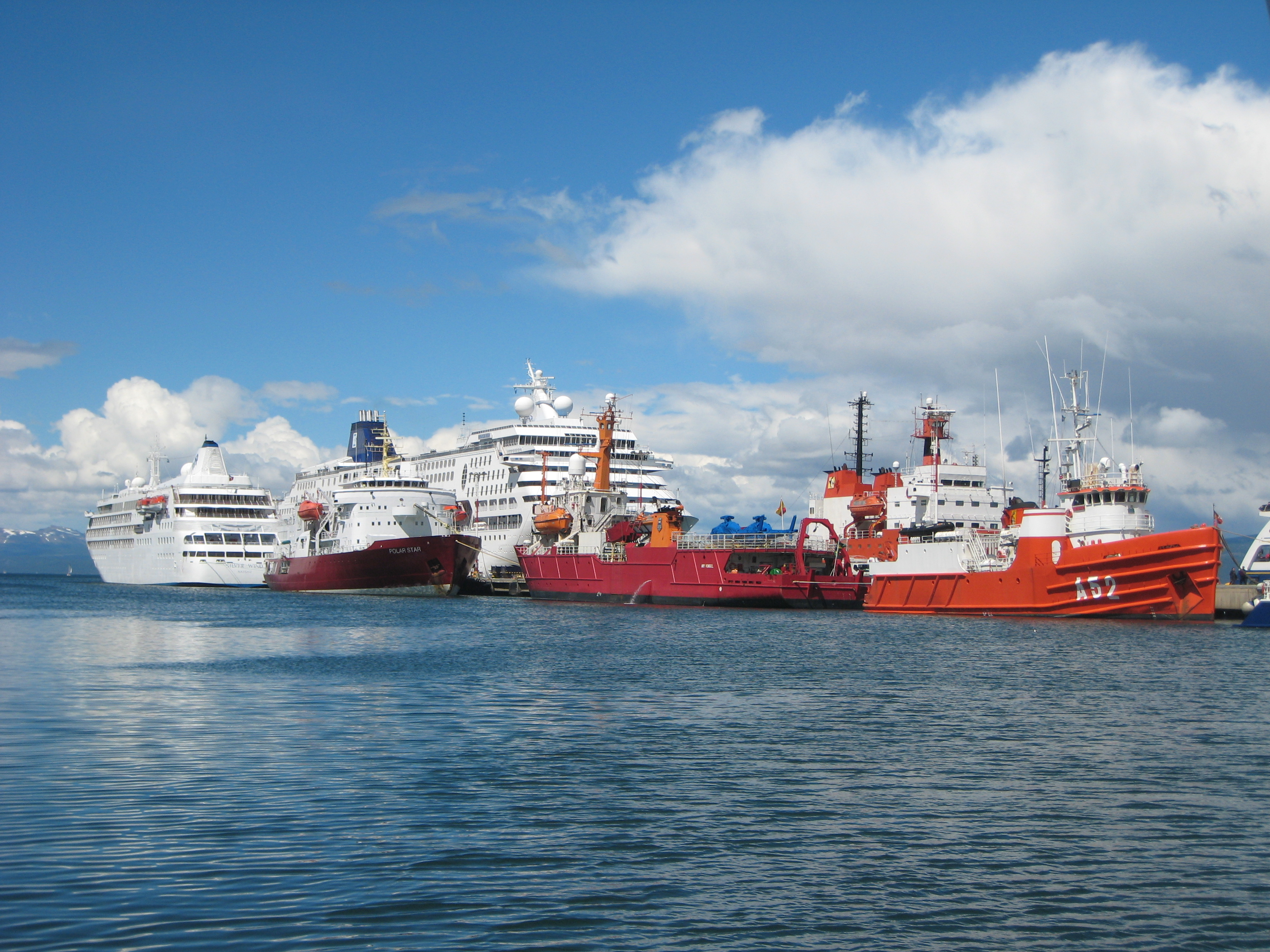
Embarcações atracadas no porto de Ushuaia

Ushuaia não conta com via férrea e as estradas são pobres, havendo somente uma que a liga ao resto do continente, a Ruta Nacional 3. Contudo, tem um aeroporto internacional e intensa movimentação marítima. Em 2011 o porto entrou em obras para ampliação e adequação à demanda crescente. Os novos bairros que crescem sem cessar nos arrabaldes têm recebido investimentos de urbanização e saneamento, além de serem construídas centenas de novas habitações populares nos últimos anos.
Na área de saneamento básico a cidade historicamente teve um sistema de esgotos, os depósitos de lixo e a coleta e tratamento de águas deficientes. Entre os anos de 2011 e 2012, com grande defasagem nas receitas por virtude do congelamento das tarifas e expressiva inadimplência dos consumidores, todo esse setor entrou em grave crise e a Municipalidade foi obrigada a declarar situação de emergência pública. O último Plano Diretor colocou estas questões como prioridade e a cidade recorreu ao "Fondo Fiduciario Federal de Infraestructura Regional". Algumas obras mais urgentes foram atendidas de pronto, e foi elaborado um projeto quinquenal de grande escala, em parceria com o Governo Provincial e várias instituições, dividido em vários módulos interligados, que pretende melhorar o tratamento de esgotos e resíduos sólidos, qualificar os mananciais potáveis e melhorar o sistema de captação, instituir a reciclagem dos descartes como uma prática padrão e ampliar as redes de distribuição de água, com um investimento previsto de 700 milhões de pesos. Este projeto tem a preocupação paralela de aperfeiçoar o manejo dos recursos naturais, preservar o meio ambiente e recuperar áreas degradadas.
Desde 2009 têm sido feitos vários investimentos no setor de energia, com reparos e renovação de equipamentos e ampliação da Central Térmica e instalação de um novo Centro de Distribuição (33/13,2 kV e 10 MVA), a fim de melhorar a qualidade do abastecimento elétrico nos setores oeste e noroeste da cidade. Em 2012 foi iniciada a expansão da rede de distribuição para o distrito industrial e para o bairro Viviendas. Também foi implantado um plano de economia de energia e de controle de perdas não-técnicas. Em 2015 foram abertas duas licitações para a construção de duas redes troncais de grande envergadura. O gás natural também é uma fonte importante de energia, e recentemente foi construída uma nova Planta Reguladora. Em 2014 foi entregue à população uma renovação do centro, o Open Sky Mall, com calçadas com piso aquecido, nova iluminação e caminhos para pessoas com deficiências.

### Saúde pública
Há sete Centros de Atenção Primária da Saúde, que são hospitais gerais onde se busca uma integração do tratamento com as famílias. Existe também um hospital regional. A Direção de Epidemiologia e Informação sobre Saúde auxilia o governo nas estatísticas e planejamento e age como um educador da população sobre conceitos básicos de higiene e saúde, com vistas aos aspectos preventivos, através de palestras, cursos e material de divulgação. O Departamento de Medicamentos e Tecnologia Sanitária envolve-se com a pesquisa, a tecnologia e a farmacologia. Outros departamentos se especializam em saúde mental, terceira idade, saúde materna e neonatal, dependência química e saúde infantil, entre outros setores, incluindo atividades recreativas e reabilitantes.

### Educação

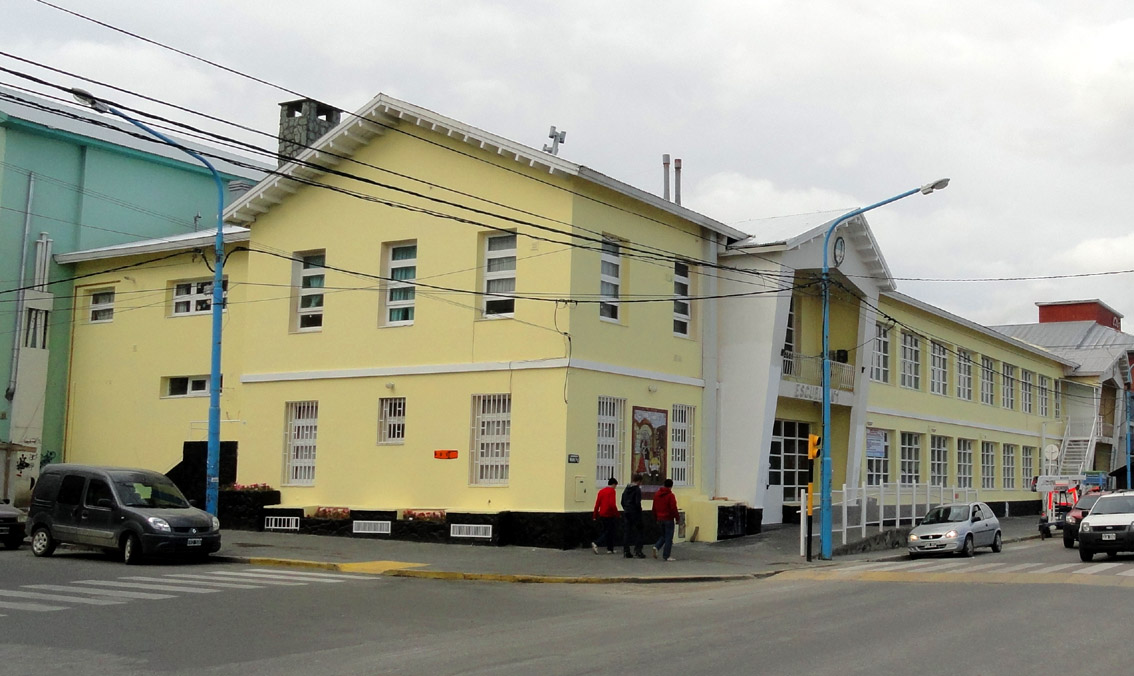
A Escola nº 1 Domingo Faustino Sarmiento, de nível primário.

Em 2015 o governo provincial mantinha na cidade 17 jardins da infância, 18 escolas primárias, 13 escolas secundárias (incluindo uma escola-modelo de educação integral, um colégio técnico, um centro polivalente e uma escola nacional), 5 escolas experimentais, 2 escolas especiais, 6 escolas para adultos, um centro de terceiro nível, uma escola rural, um centro de idiomas, um centro de reabilitação para deficientes, e uma faculdade de formação docente, o Instituto Provincial de Educação Superior "Florentino Ameghino".
A Universidade Nacional da Patagônia São João Bosco mantinha um campus em Ushuaia, que em 2011 ganhou independência como a Universidade Nacional da Terra do Fogo, Antártida e Ilhas do Atlântico Sul (UNTF). A UNTF oferece uma ampla gama de cursos, organizados em quatro institutos:
- Instituto de Ciências Polares, Ambiente e Recursos Naturais (Licenciatura em Biologia, Ciências Ambientais, Geologia e Mestrado em Estudos Antárticos)
- Instituto de Cultura, Sociedade e Estado (Licenciatura em Ciência Política, Sociología e Meios Audiovisuais)
- Instituto de Desenvolvimento Econômico e Inovação (Licenciatura em Economia, Turismo, Gestão Empresarial, Sistemas e Desenvolvimento e Desenho de Produtos e Serviços; Graduação em Contadoria Pública e Engenharia Industrial)
- Instituto de Educação e Conhecimento (Especializacão em Ensino de Matemática, Língua e Literatura, Biologia e História)

Como unidades auxiliares a UNTF possui uma biblioteca, um centro de artes, um centro de serviços à comunidade, uma escola de idiomas e um programa de produção audiovisual, e oferece os cursos técnicos de Turismo, Contabilidade e Sistemas.

## Economia e turismo

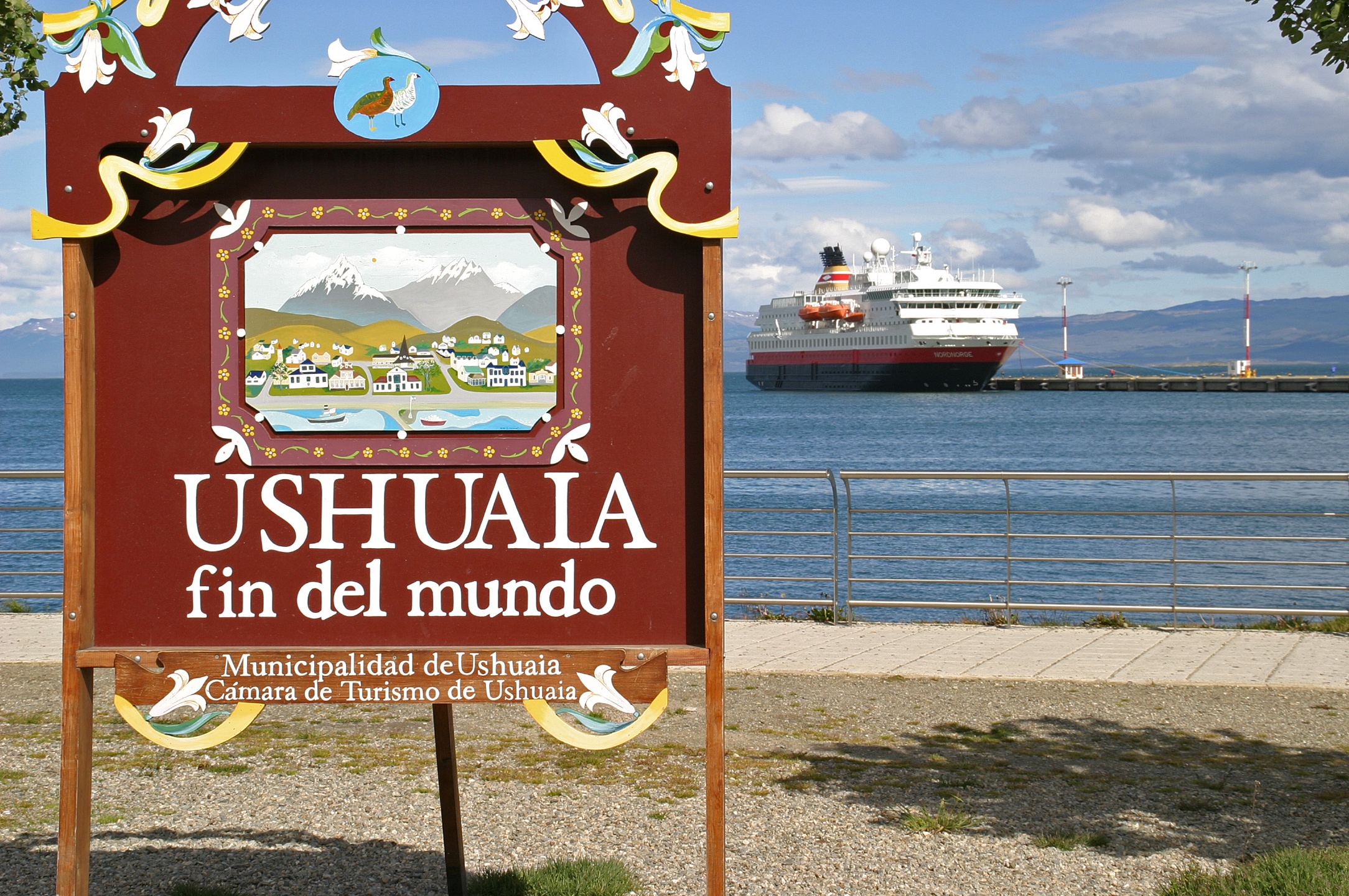
Painel decorativo na entrada do porto

A economia de Ushuaia dependeu inicialmente da atividade de pescadores, caçadores de lobos-marinhos, baleeiros e criadores de ovelhas, mas segundo Mastrocello, progrediu com vagar. O primeiro impulso firme para a estruturação econômica da cidade e da província foi a construção do presídio, um prédio de grandes proporções, que atraiu uma grande população adicional de detentos e oficiais carcerários, produzindo o efeito em cascata de dinamizar várias outras áreas estruturais, como os transportes, o sistema postal e bancário, o comércio, o abastecimento energético, os serviços médicos, a indústria e a própria construção civil. Quando o presídio foi desativado em 1947, a região sentiu um grande choque, desacelerando sua economia até praticamente estagnar. A chegada de uma grande leva de italianos nesta época contribuiu para dissipar o marasmo e abrir investimentos em outras áreas, como a navegação e a pesca. A instalação de divisões da Marinha no prédio do presídio, incluindo um hospital, também beneficiou a comunidade. A presença da Marinha, dinamizando o tráfego naval na região, foi um dos estopins para a redescoberta do potencial turístico da Terra do Fogo, que desde os anos 70 se tornou o principal setor da economia local. Outros setores importantes são as manufaturas, a exploração de madeira e gás natural, a pecuária e a pesca. No entanto, ainda há grande população desempregada e com pouco acesso à educação e outros benefícios, e a evolução do seu PIB na última década, embora em média ascendente, tem mostrado profundas oscilações.

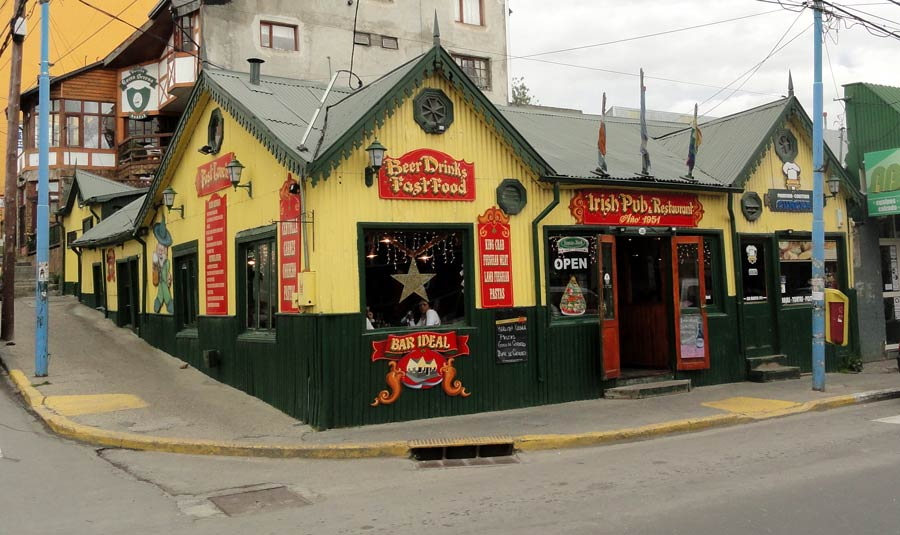
O Irish Pub em Ushuaia

A cidade tem forte vocação turística e o setor tem recebido grande atenção oficial, buscando entre outras coisas quebrar a tendência ao turismo sazonal e diversificando as atrações por todo o ano. Em 2009 chegaram à cidade 286.057 turistas; destes, 69% foram internacionais, predominando os norteamericanos, espanhóis, ingleses, alemães e brasileiros. Neste ano eles deixaram na cidade mais de 475 milhões de pesos. Há uma tendência de crescimento ao longo da última década, embora entre 2008 e 2009 uma crise econômica tenha resultado em leve queda nos números. Em 2012 o turismo respondia por cerca de 50% da economia local de natureza privada, sendo que o Estado também investe pesadamente no setor. O prefeito Federico Sciurano disse em 2012: 

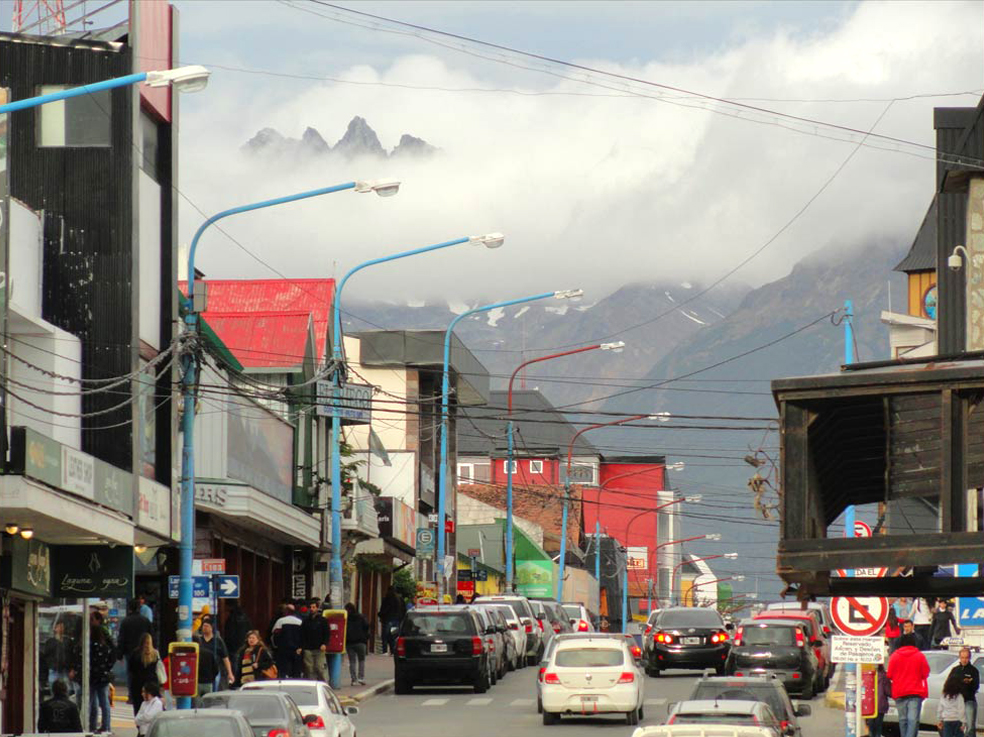
Rua comercial, com paisagem montanhosa ao fundo

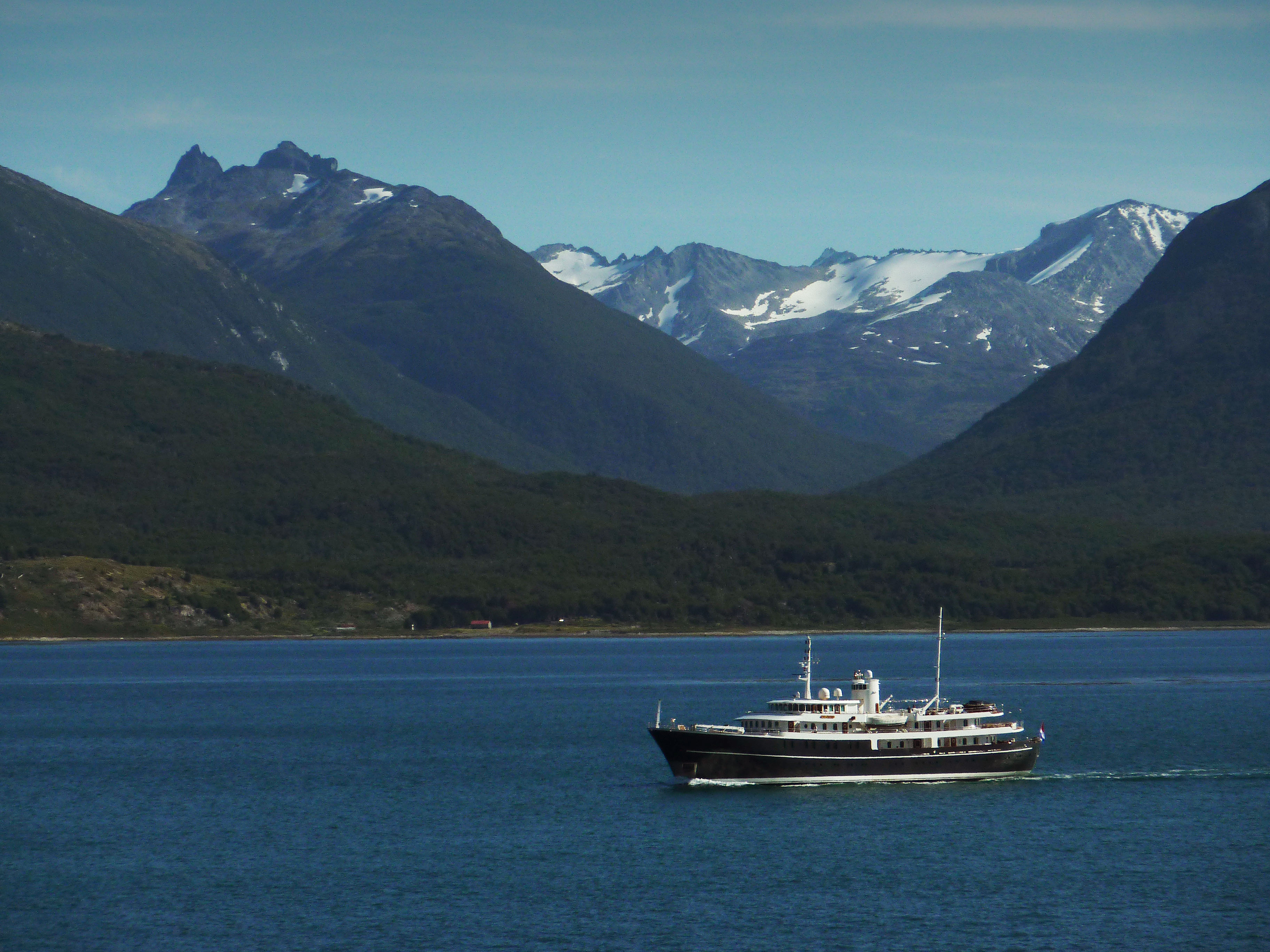
Cruzeiro antártico passando pelo canal de Beagle

[...] Hoje há uma presença muito importante da atividade industrial muito semelhante ao caso da Zona Franca de Manaus no Brasil. Isso gera uma fluência de investimentos muito diversa que leva a cidade a ter um perfil muito dinâmico com um nível de atualização permanente. Atualmente em Ushuaia participam mais de 15 mil pessoas de forma direta da atividade turística; obviamente que o turismo é uma atividade que está permanentemente em evolução, onde há investimento também permanente tanto da parte privada como da parte pública; temos um grande compromisso com o desenvolvimento da atividade turística na cidade e na província da Terra do Fogo. [...] Vir a Ushuaia é como praticamente ir a um grande 'freeshop'. Aqui praticamente não há impostos, isso é um atrativo a mais e algo que sempre atraiu o mercado e o turista brasileiro. Há obviamente um desenvolvimento comercial, orientado pelas grandes marcas de perfume, grandes marcas de roupa, grandes marcas das atividades esportivas de inverno e ao ar livre e isso tem a ver com a promoção que a própria lei gera, que hoje permite que Ushuaia tenha um tratamento diferente em relação ao país inteiro. Isso também gerou [...] o desenvolvimento industrial.
Os visitantes acorrem principalmente no verão, quando o clima é mais ameno e a paisagem pode ser mais facilmente percorrida. Existem passeios organizados para serem feitos a pé ou motorizados, visitando pontos de grande beleza paisagística e interessantes trilhas. Também podem ser realizados passeios etnológicos, cavalgadas, mergulho, canoagem, pesca desportiva, safáris fotográficos, turismo rural e cicloturismo, entre outras atividades. No verão a navegação turística da mesma forma se torna mais confortável, e é possível conhecer ilhas no canal com colônias de lobos-marinhos, cormorões e pinguins. A cidade é ademais o ponto de partida para navegações para a Antártida e outras partes do arquipélago da Terra do Fogo. Porém há grandes atrativos de inverno, quando a neve cobre o cenário e possibilita a realização de esportes e passeios típicos da neve, como o esqui e o trenó. O outono também tem seu interesse, já que a floresta da região é decídua e se colore nesta época de ouro e vermelho. Uma atração permanente são os seus vários parques e reservas naturais, onde se destaca o Parque Nacional da Terra do Fogo, preservando uma área de valor histórico e natural.
A cidade tem vários monumentos, edifícios históricos e museus dignos de uma visita. Tem boa rede de serviços e comércio, oferecendo marcas internacionais e produtos típicos da região como geléias, chocolates e artesanato, e boa infra-estrutura hoteleira e gastronômica, onde são servidos pratos tradicionais como a centolla (um grande caranguejo), a merluza-negra, os mariscos, a truta e também o assado de cordeiro da Patagônia. Outros atrativos são os vários festivais e competições esportivas que se realizam ao longo de todo o ano, os shows de música, os bares e pubs, e as exposições de arte.

## Esportes

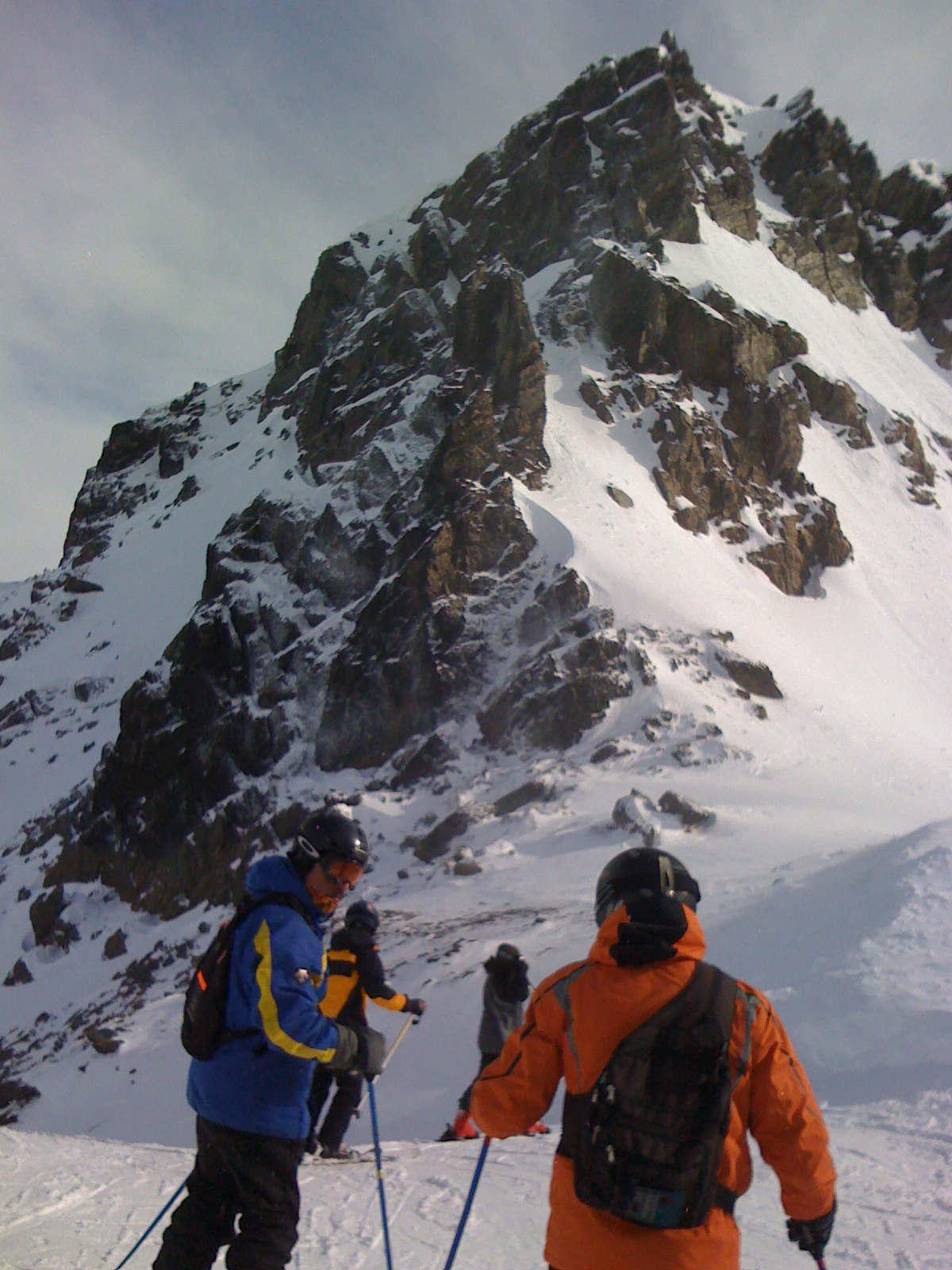
Esqui no cerro Castor

Ushuaia está inserida no programa da Secretaria de Desportes do Governo Provincial da Terra do Fogo, que tem procurado manter atividades ao longo de todo o ano, fomentando festivais de grande envergadura como os Jogos Patagônicos Epade, os Jogos JuPaBi, as Olimpíadas Fueguinas do Adulto Maior, os Jogos Binacionais da Araucanía e os Jogos Fueguinos, que envolvem milhares de participantes de toda a região e diversas instâncias governamentais locais. Esses jogos incluem modalidades como trekking, handebol, canoagem, montanhismo, basquete, esqui e vela, além de atividades recreativas. A cidade de Ushuaia tem sediado alguns desses eventos, e quando não é a sede regularmente envia atletas locais para participarem. Em 2010, o governo provincial, em um programa de cancelamento de dívidas públicas históricas, repassou a Ushuaia 20,5 milhões de pesos, utilizados para a construção de um polo desportivo e uma piscina. Em 2013, foi lançado em programa de educação física infantil, alcançando um público de 2.452 crianças.
Localmente a intendência fomenta várias atividades em múltiplas modalidades para todas as idades, como vôlei, judô, futebol, ginástica, basquete, handebol, atletismo, automobilismo, etc, e mantém escolas e centros esportivos, com destaque para o Complexo Poliesportivo Municipal. A existência de parques naturais e áreas de natureza intocada favorece os esportes ao ar livre como ciclismo, escaladas e caminhadas. Apesar dessa atividade variada, Ushuaia se tornou notória principalmente pelos seus esportes de inverno, sendo uma conhecida estação para esqui, patinação, trenó, snowboard, hockey e outros esportes da neve e do gelo, havendo vários campeonatos na programação anual, promovidos pelo governo e/ou por entidades e clubes privados.

## Cultura

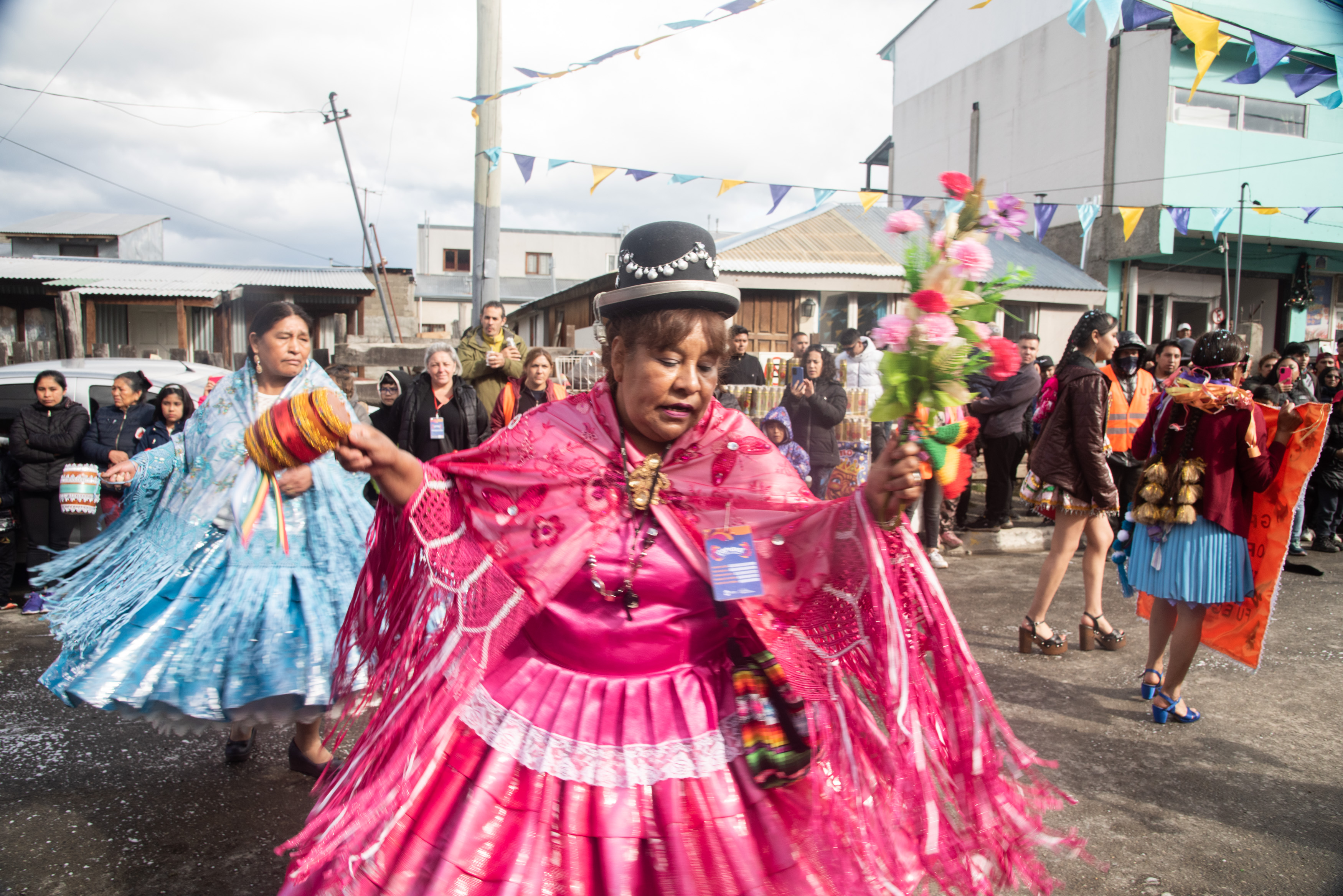
Desfile do Carnaval do Fim do Mundo, 2023

Segundo o historiador Arnoldo Canclini, a composição peculiar da população, com grande quantidade de imigrantes, não permitiu ainda se criar uma cultura autóctone diferenciada. Em 1991, 86% dos habitantes nativos da cidade tinham menos de quinze anos. Desta forma, as atividades culturais em Ushuaia têm um caráter bastante heterogêneo e cosmopolita, com escassos traços tradicionais autênticos. Já apareceram diversos poetas como Alicia Lazzaroni de Molinolo, cronistas e contistas como Lucinda Otero, Juan Lovece, Ignácio Jordá, Olga Bronzovich e Pablo Rodríguez, mas nenhum deles tem uma projeção nacional. Contudo, as instâncias oficiais têm se preocupado em fomentar as artes e a cultura em geral, já existindo muitos ateliês, centros culturais, festivais de folclore e música. Desde 2007 a cidade organiza a Bienal de Arte Contemporânea do Fim do Mundo. Entre os artistas plásticos podem ser citados o escultor Antonino Pilello, o aquarelista Eduardo Nicolai, as pintoras Elsa Zaparart e Mónica Alvarado, e os artistas multimídia Laura Aguilera, Miguel Pereyra e Nancy Pardo. A produção de artesanato também é incentivada.

### Arquitetura e patrimônio histórico

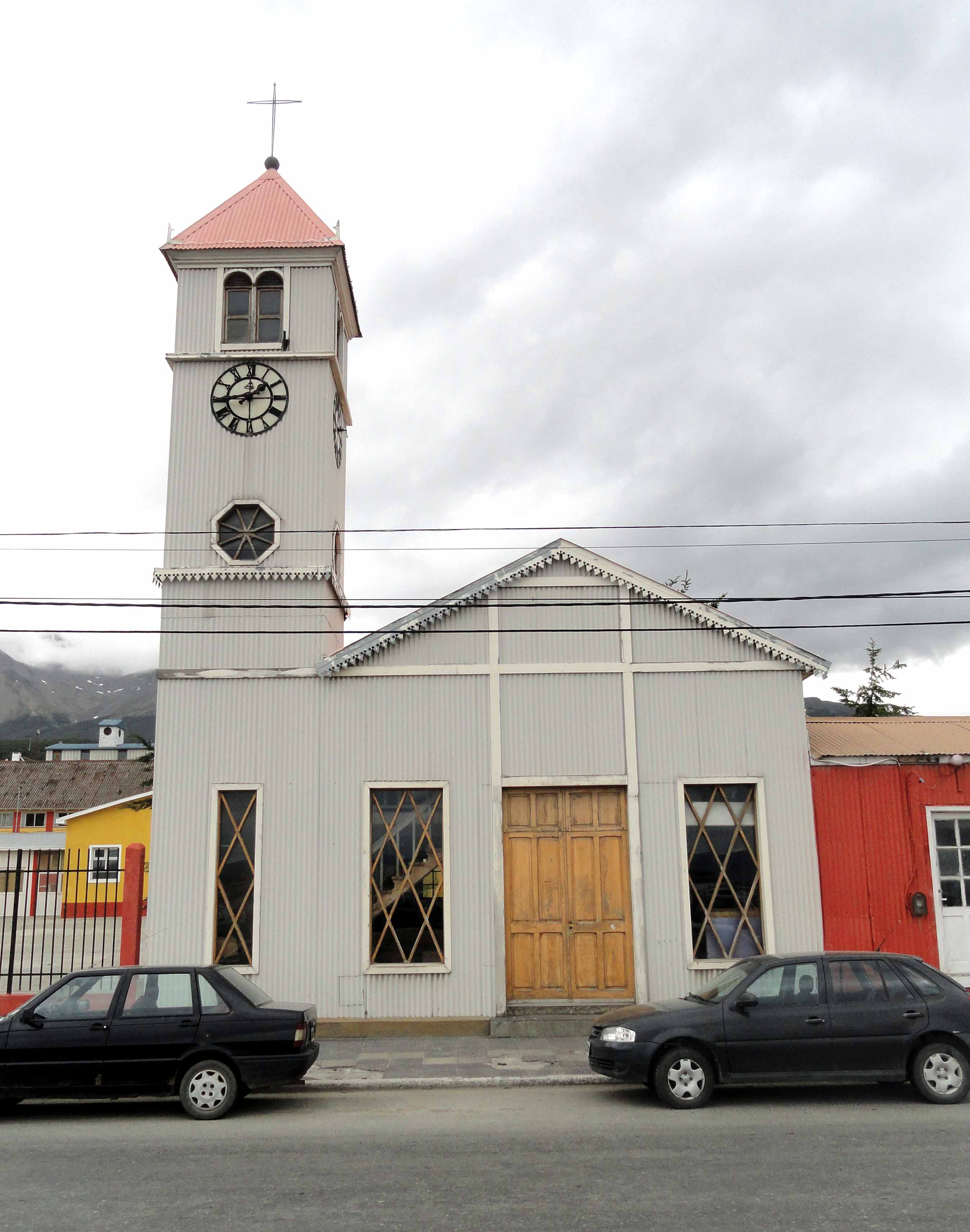
Igreja Paroquial

A despeito de sua rica história, o interesse pelo passado é recente entre os naturais de Ushuaia, e só há poucos anos começaram a ser restaurados edifícios históricos e instalados museus. O centro da cidade tem um charme próprio, com diversas edificações que datam dos primeiros tempos da colonização, com um estilo muito característico de chalé, usando como material de construção preferencial a madeira revestida por chapas de zinco, com resultados plásticos únicos. São frequentes exemplares com lambrequins e outros detalhes ornamentais. Várias delas foram declaradas patrimônio histórico e foram restauradas, abrigando cafés, museus, setores administrativos municipais e lojas comerciais. Outras ainda são usadas como residência, e o estilo se perpetua, com adaptações, na construção residencial recente.
Entre as mais importantes estão a Casa Beban (1911-1913); a antiga casa do governo provincial (1890-1893), hoje uma das sedes do Museu do Fim do Mundo; a Estância Harberton, Monumento Histórico Nacional, fundada por um dos primeiros povoadores da cidade; a antiga residência da família Ramos (c. 1920), onde hoje funciona a sede da polícia provincial; a Igreja Paroquial (1896-1898), outro Monumento Histórico Nacional; o antigo presídio, também declarado Monumento Histórico Nacional, e o Sítio Histórico Nacional da antiga Missão Anglicana, onde se preserva o último solar remanescente da fase primitiva de colonização europeia da região.
Entre seus museus destacam-se o grande Museu Marítimo de Ushuaia, instalado no antigo presídio e prédios anexos, com um acervo eclético, passando da história e arte à ciência, e o Museu do Fim do Mundo, dividido em duas sedes e de perfil histórico e etnográfico. Dos monumentos podem ser citados o obelisco comemorativo da fundação da cidade, erguido no local onde primeiro se içou a bandeira argentina, o Porto São João do Salvamento, o Farol do Ano Novo, na Ilha Observatório, e o Monumento Heróis das Malvinas. Todos são monumentos nacionais.

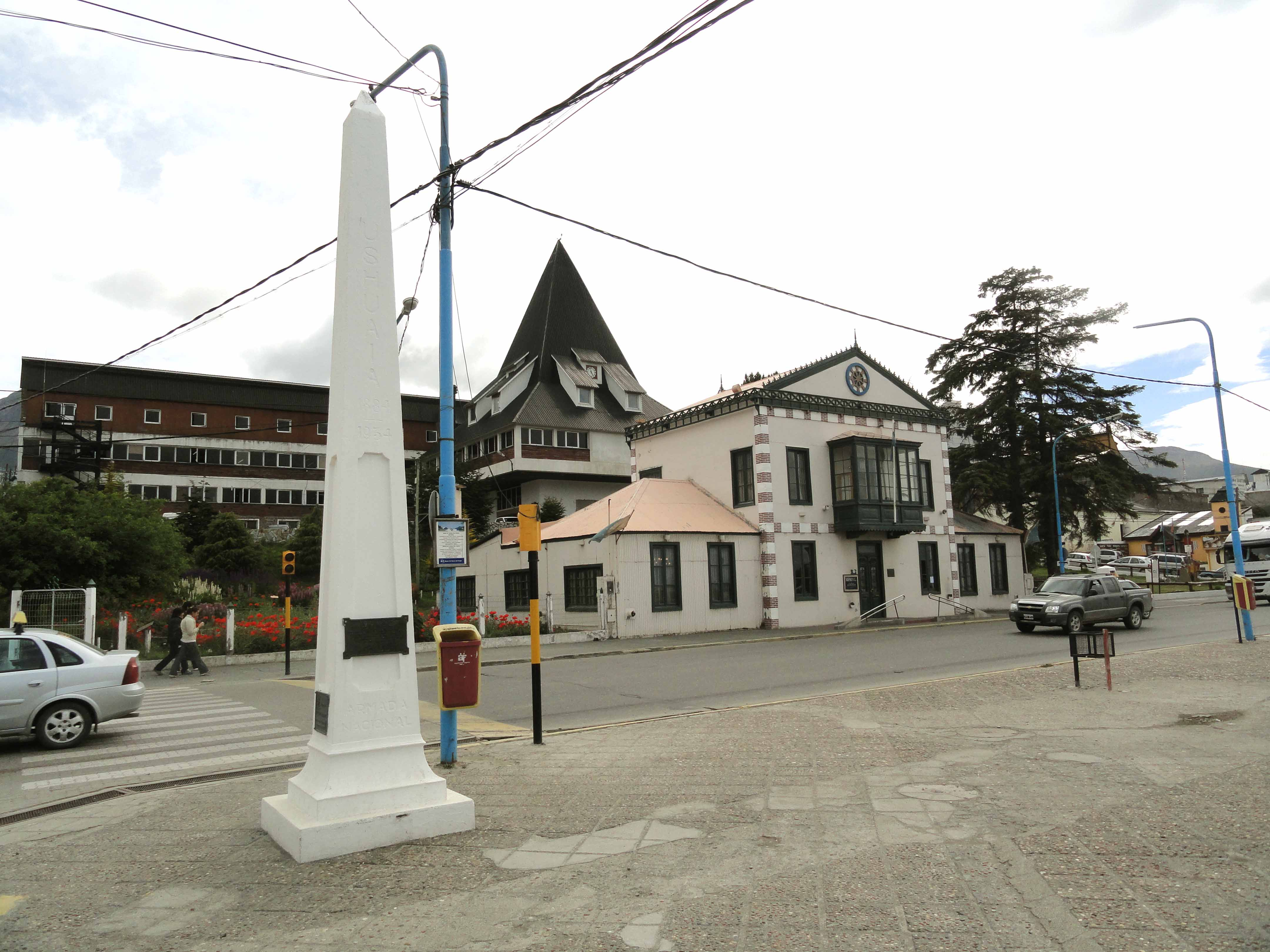
Em primeiro plano o obelisco comemorativo da fundação da cidade. Atrás, o prédio do Museu do Fim do Mundo, na antiga sede do governo, e atrás dele o edifício do governo provincial
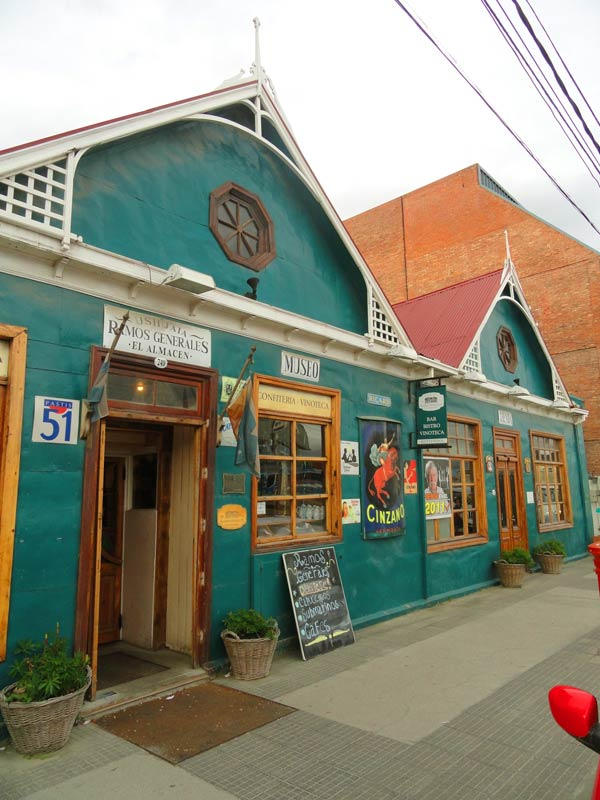
O café-armazém Ramos Generales, em sua sede original
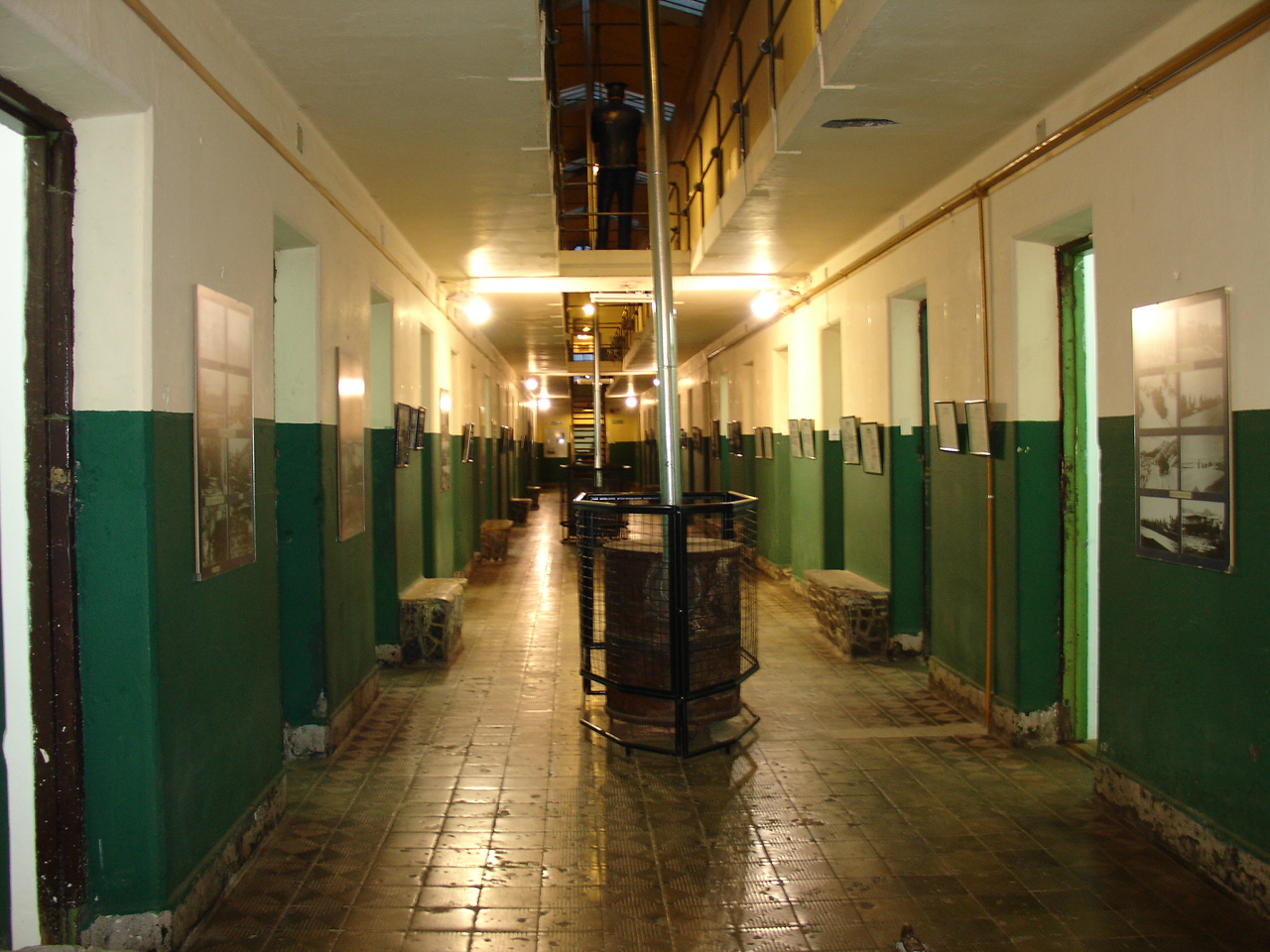
Galeria do Museu Marítimo, no antigo presídio
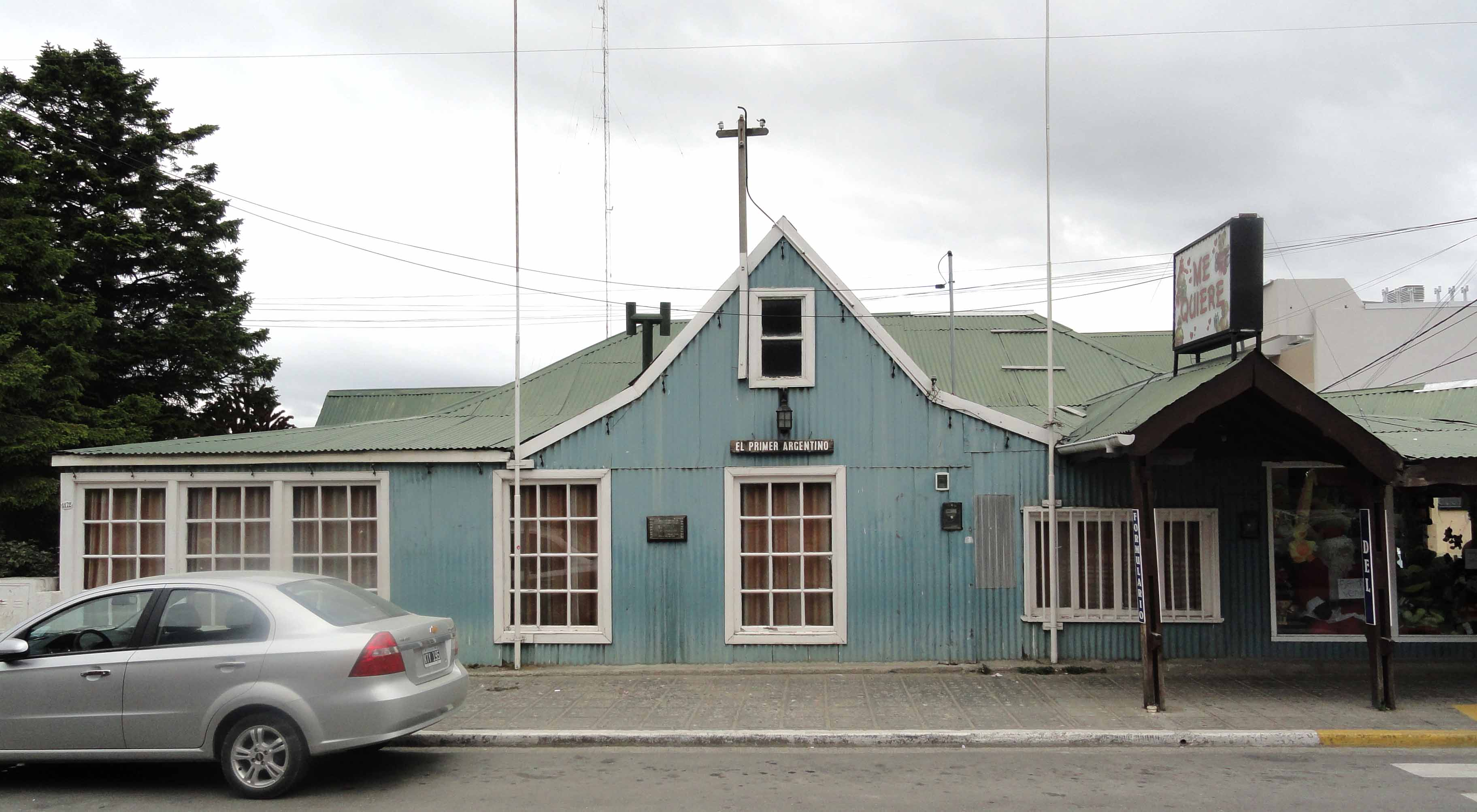
Antiga casa comercial El Primer Argentino
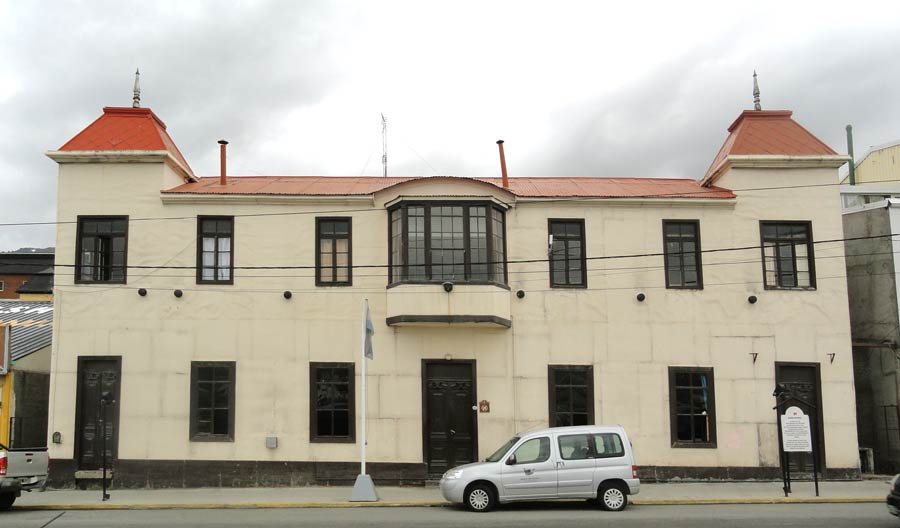
Antiga Casa Ramos, sede atual da polícia provincial
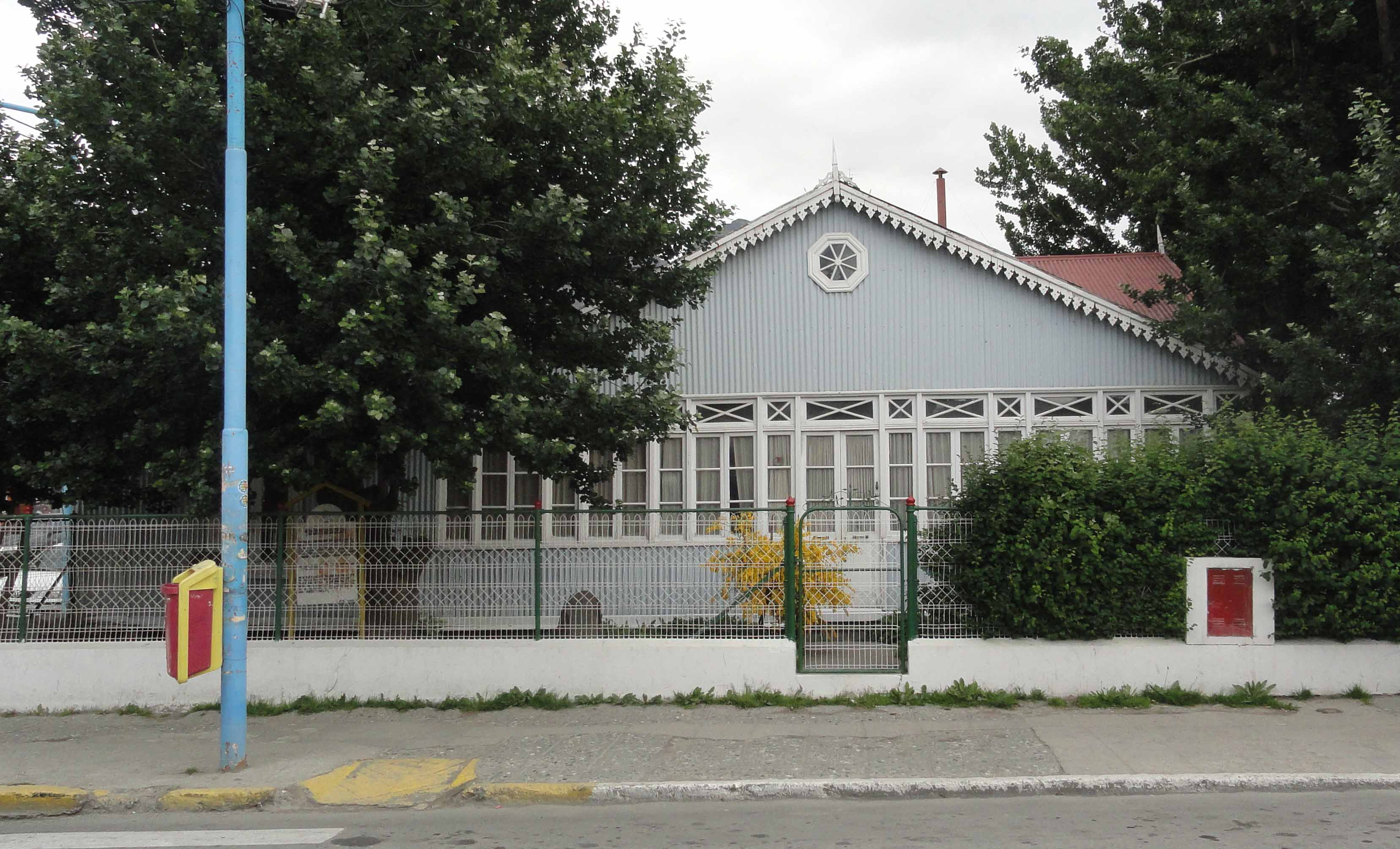
Antiga residência de Don Pascaccio Olho
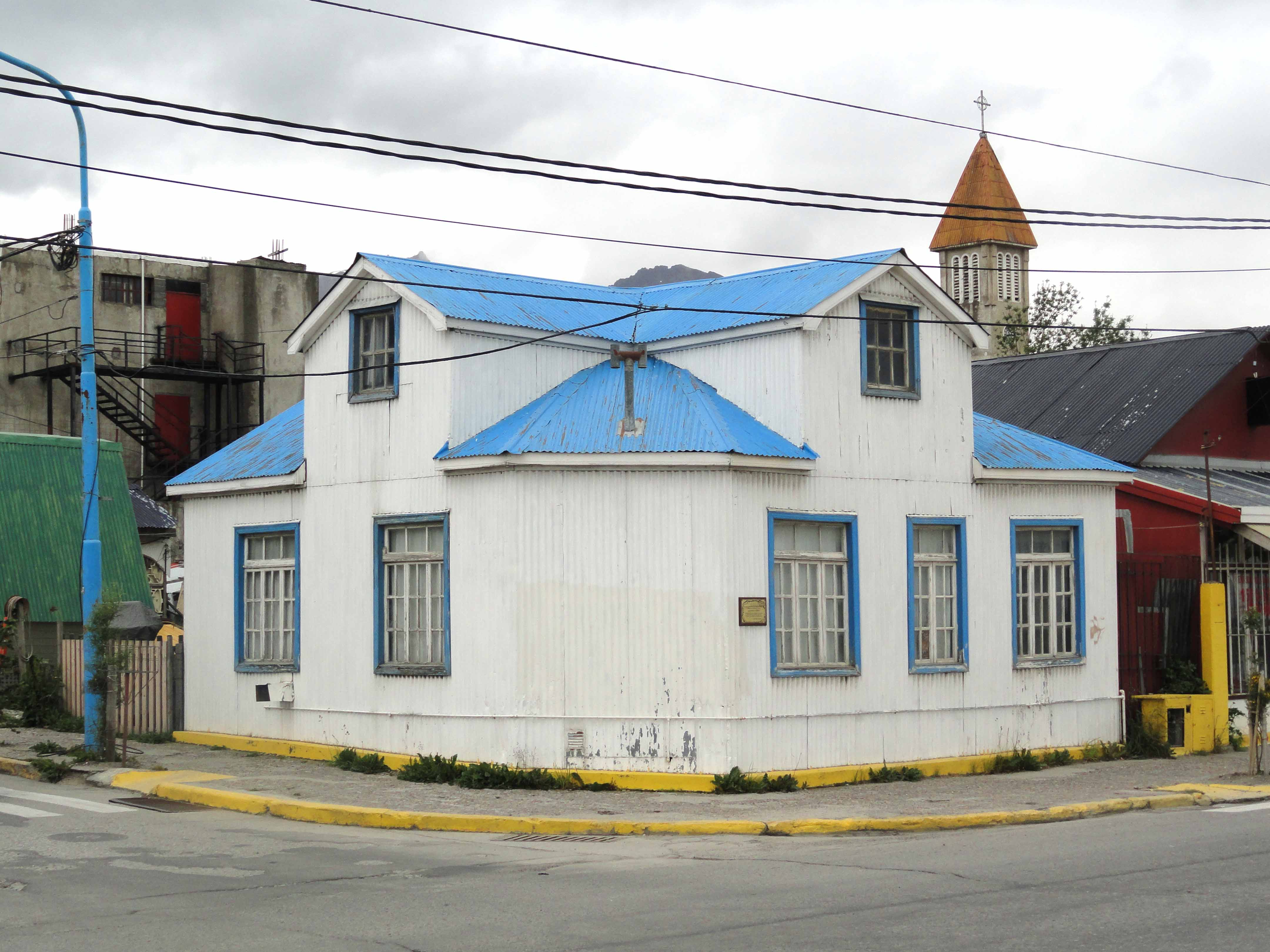
Antiga casa da escritora Lucinda Otero, na arquitetura típica da cidade

## Cidades-irmãs

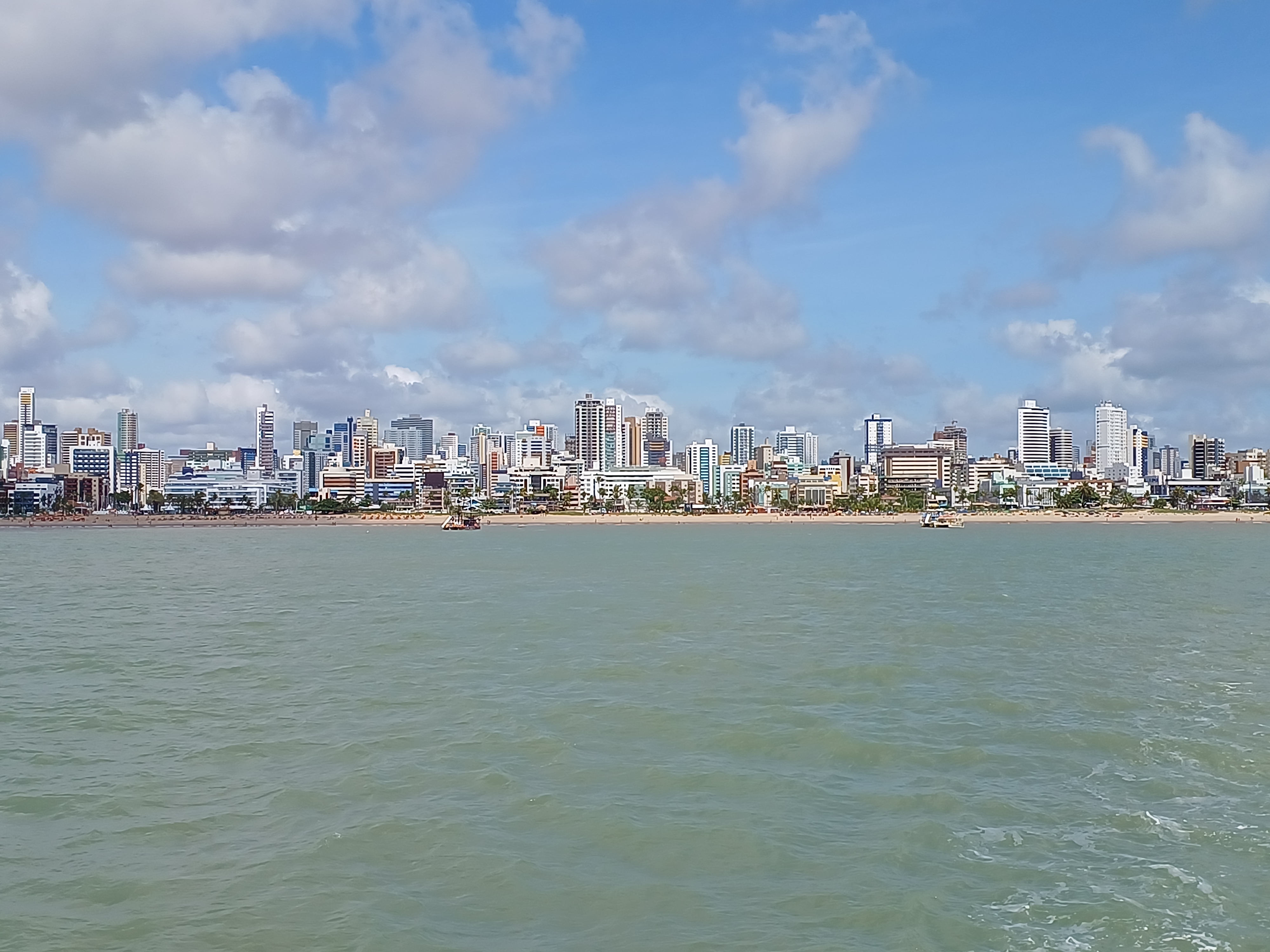
João Pessoa, no Brasil, a cidade mais oriental das Américas e uma das cidades-irmãs de Ushuaia

Ushuaia está irmanada com as seguintes cidades:
- Barrow, Estados Unidos[86]
- Eilat, Israel[86]
- João Pessoa, Brasil[87]
- Nuuk, Groenlândia[86]
- Punta Arenas, Chile[86]
- Santos, Brasil[86]